# East New York

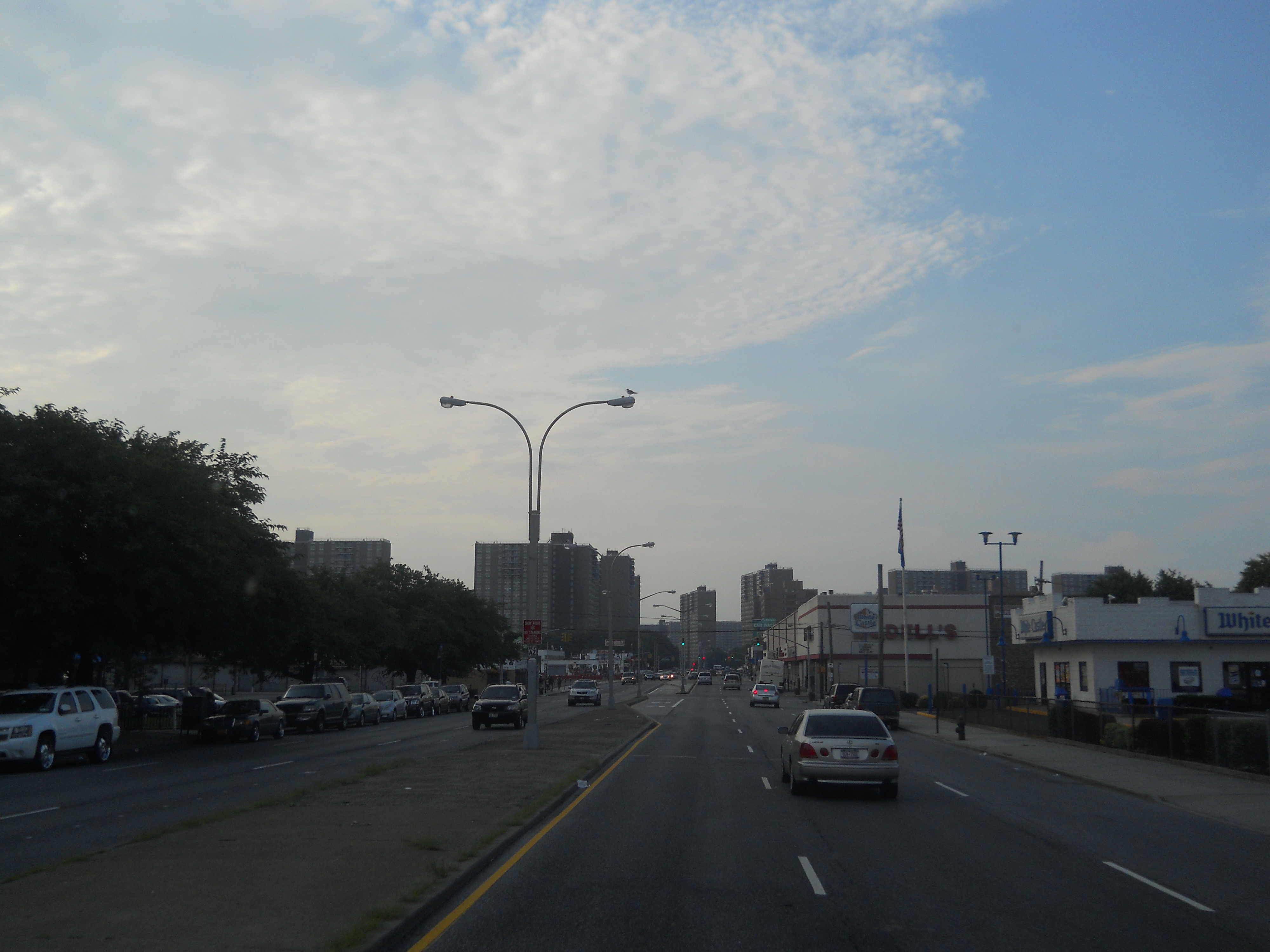
East New York: Pennsylvania Avenue

East New York ist der Name eines Stadtteils am östlichen Rand des New Yorker Bezirks Brooklyn. Ursprünglich ein loser Verbund eingemeindeter Vororte und Flecken, ist East New York heute die gängige Sammelbezeichnung für die im Brooklyn Community Board 5 zusammengefassten Wohnviertel. Die Bevölkerung im Stadtteil besteht zum überwiegenden Teil aus Afroamerikanern, Puertoricanern sowie Hispanics. Die wirtschaftliche Situation ist in weiten Teilen prekär, die soziale von Ghettoisierung sowie überdurchschnittlichen Kriminalitätsraten geprägt.
Gelegen an der Grenze zum Bezirk Queens, ist East New York das flächenmäßig größte Stadtviertel innerhalb von Brooklyn. Mit dem in Queens gelegenen J. F. K. Airport befindet sich einer der beiden New Yorker Großflughäfen in unmittelbarer Nachbarschaft. Wie viele größere New Yorker Stadtteile unterteilt sich auch East New York in kleinere Einheiten und Viertel. Die bedeutendsten davon sind: Cypress Hills im Norden, New Lots im westlichen Zentrum, Starrett City und Spring Creek im Süden und City Line im Nordosten.

## Lage und Geografie

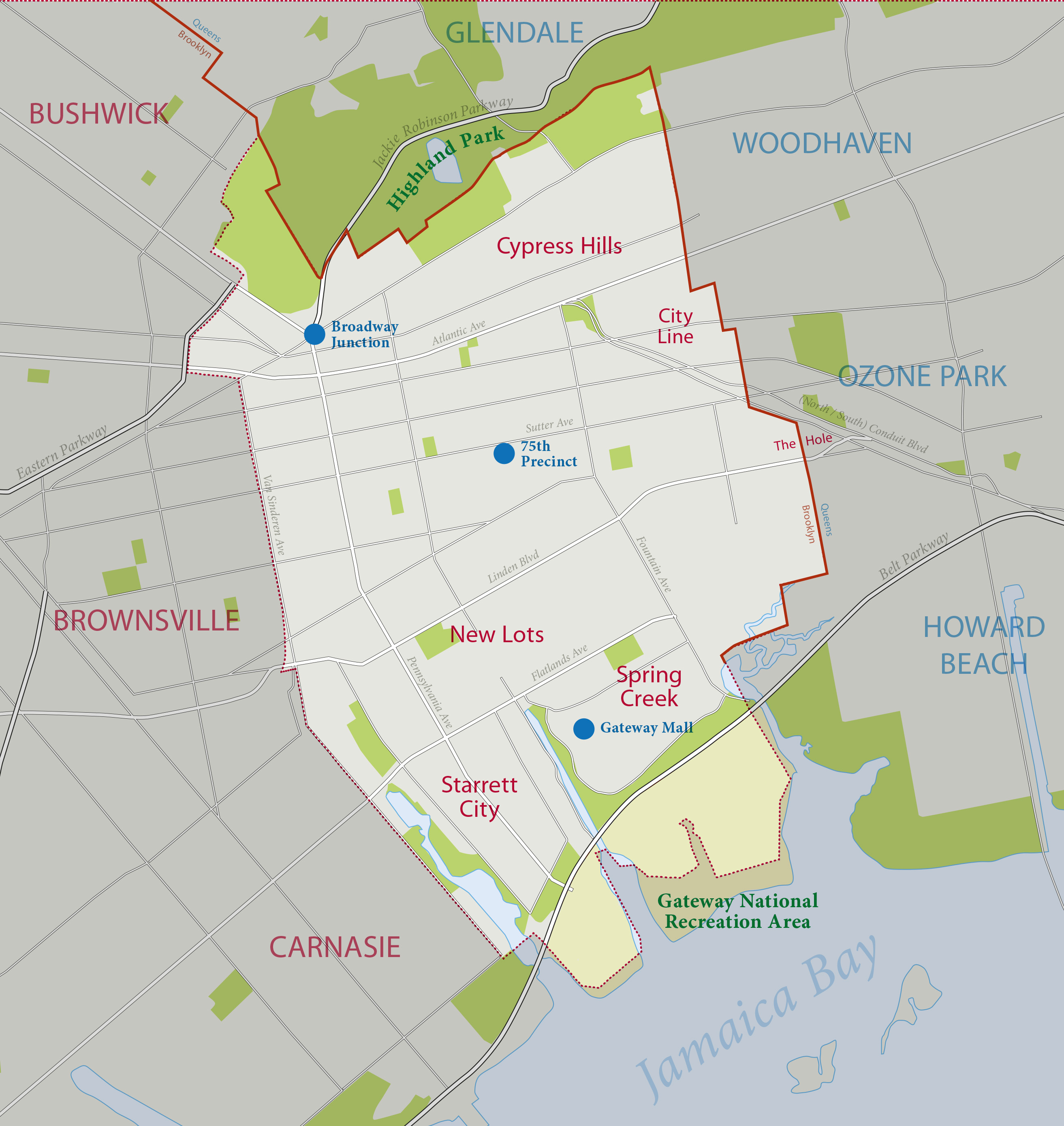
Grenzen, wichtige Straßen und Neighborhoods

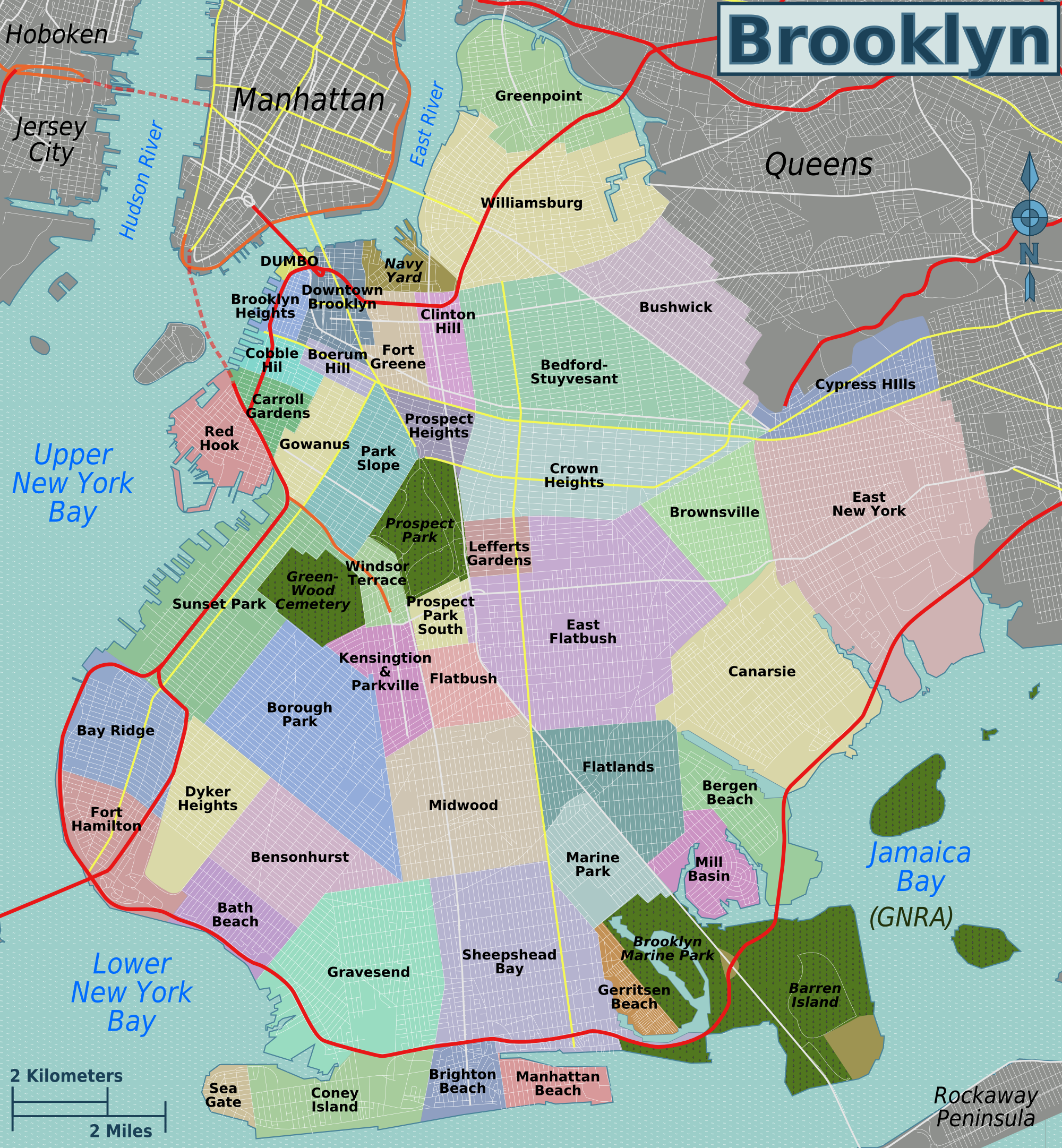
Lage innerhalb von Brooklyn

Wie die meisten Stadtteile Brooklyns liegt auch East New York am südlichen Rand einer Endmoräne, welche den nordwestlichen Teil der Long-Island-Insel von der Jamaica Bay und der Hempstead-Ebene abgrenzt. Die nördliche Grenze zu Queens bildet die auf dem Moränenhügel liegende Grünareal-Fläche Highland Park und Cypress Hills Cemetery – wobei die Stadtbezirksgrenze quer durch den von Parks sowie mehreren Friedhöfen gebildeten Streifen verläuft. Im Osten wird East New York durch die zu Queens gehörenden Stadtteile Woodhaven, Ozone Park und Howard Beach begrenzt. Südliche Grenze ist die Jamaica Bay beziehungsweise die Gateway National Recreation Area südlich des Belt Parkway. Im Westen grenzt East New York an die Brooklyner Stadtteile Canarsie und Brownsville. Die zu Cypress Hills zählende Nordwestecke grenzt im Westen zusätzlich an Bedford–Stuyvesant und Bushwick.
East New York untergliedert sich in mehrere Viertel und Nachbarschaften. Den Norden vom Hügelgürtel bis zur Atlantic Avenue nimmt das Viertel Cypress Hills ein. Zusammen mit seinem südöstlichen Zipfel (Bezeichnung: City Line) wird es mitunter auch als eigenständiger Stadtteil geführt. Nach Süden hin schließt sich das eigentliche East New York an – wobei Teile davon nach wie vor unter der älteren Namen New Lots bezeichnet werden. Südlich der Flatlands Avenue schließt sich das Viertel Spring Creek an. Im östlichen Teil besteht sie aus einem großen Einkaufs-, Büroflächen und Brachland-Areal. Der westliche Teil enthält mit dem Viertel Starrett City eines der größten Sozialwohnungsprojekte der USA. Am südlichen Ende wird East New York von der – zwischen Belt Parkway und Jamaica Bay gelegenen Gateway National Recreation Area begrenzt. Eine besondere Enklave ist das 10 m unter dem Meeresspiegel gelegene, nur einige Blöcke umfassende und nach Queens hineinragende Areal „The Hole“ im äußersten Osten des Bezirks.
Wichtigste Begrenzungsstraßen sind der im Norden des Bezirks beginnende und Highland Park und Cypress Hills Cemetery umfassende Jackie Robinson Parkway, der in Richtung Queens weiter nach Long Island verläuft und der Belt Parkway im Süden, welcher zum John F. Kennedy International Airport führt. Westliche Straßengrenzen sind die E 108th Street, ab Höhe Linden Boulevard die Eisenbahn-Trasse „Bay Ridge Branch“ parallel zur Van Sinderen Avenue bis hin zur Atlantic Avenue. Östliche Begrenzungsstraßen sind die 78th Street und der Conduit Boulevard. Wichtige Verkehrsadern in Ost-West-Richtung sind (von Norden nach Süden): Atlantic Avenue, Pitkin Avenue, Sutter Avenue, New Lots Avenue, Linden Boulevard und Flatlands Avenue. Wichtige Verkehrsadern in Nord-Süd-Richtung sind (von Westen nach Osten): Van Sinderen Avenue, Pennsylvania Avenue, Elton Street und Fountain Avenue. Bedeutendster Verkehrsknotenpunkt des Stadtteils ist der von mehreren Nahverkehrsnetzen bediente Bahnhof Broadway Junction in der Nordwestecke an der Atlantic Avenue.

## Geschichte

### Bis 1900

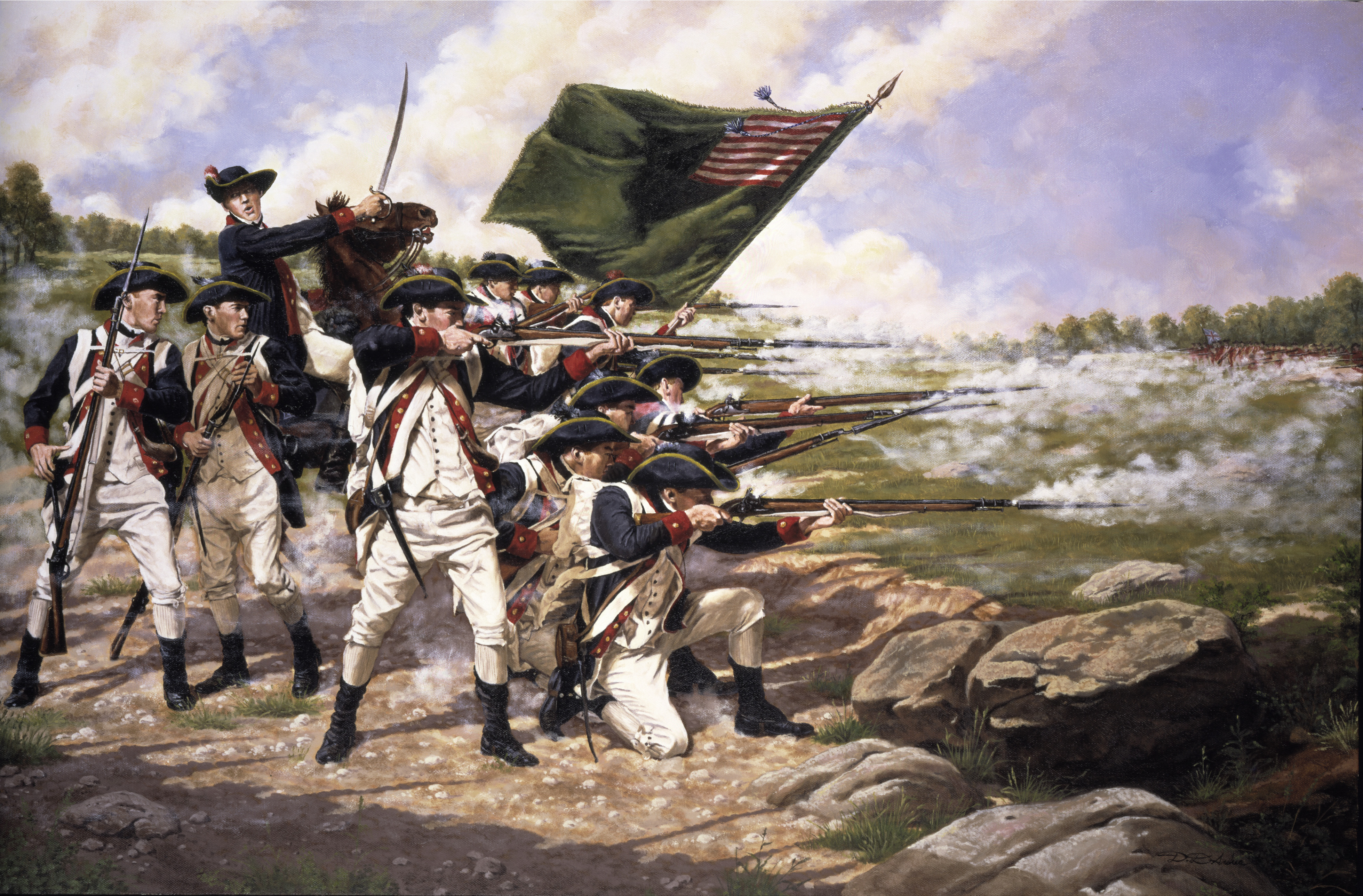
Battle of Long Island (1776)

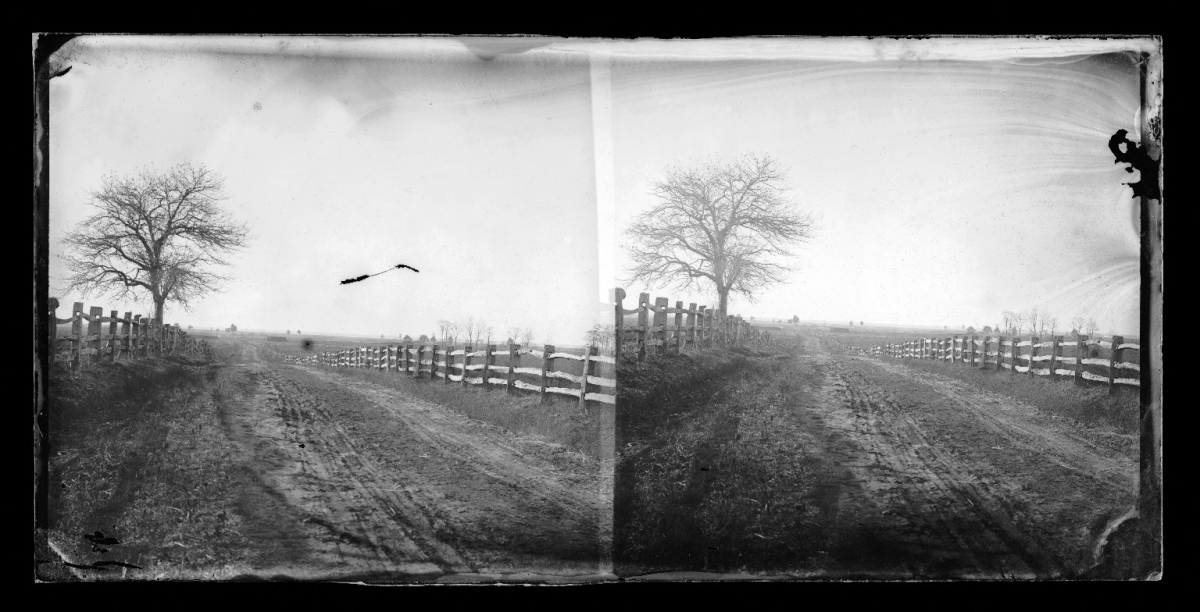
New Lots, Gebiet nahe der Meadow Lane (1874)

Die südlichen, gelegentlich auch als Flatlands bezeichneten Teile des Gebiets bestanden ursprünglich aus Salzwiesen und Bächen. Ursprüngliche Bewohner waren die Carnasee- und Rockaway-Indianer, welche das Terrain als Fischgründe nutzten. Ab 1650 begannen die Niederländer, die östliche Peripherie des späteren Gebiets von Brooklyn mehr und mehr zu besiedeln. Neben Flatbush und Bushwick gehörte auch New Lots, der Vorläufer von East New York zu diesen Ansiedlungen. Wirtschaftlich war die erste Besiedlung von Farmbetrieben geprägt – zuerst unter der Ägide der Niederländer, nach der Übergabe der Kolonie 1664 an die Engländer als Bestandteil der Dreizehn Kolonien. Im 18. Jahrhundert erfolgte eine stärkere Anbindung der Bay-Area an das nördliche Hinterland. Der Übergang über die heutige Anhöhe Highland Park / Cypress Hills firmierte zeitweilig unter der Bezeichnung „Jamaica Pass“. 1776, während des Amerikanischen Unabhängigkeitskriegs, wurde die Gegend von East New York Schauplatz eines flankierenden Gefechts der Schlacht von Long Island: Washingtons Kontinentalarmee musste in dessen Zug einen Überraschungsangriff englischer und hessischer Soldaten parieren und sich im Verlauf der Auseinandersetzung zurückziehen.
Eine stärkere wirtschaftliche Integration erfolgte ab den 1830er-Jahren. 1835 kaufte der aus Connecticut stammende Kaufmann John Pitkin das Land der Stadt New Lots nördlich der New Lots Avenue und eröffnete eine Schuhfabrik an der Ecke Williams Street / Pitkin Avenue. Um es als das östliche Ende von New York auszuzeichnen, gab Pitkin dem Terrain den Namen East New York. Mit dem Auftreten von Pitkin intensivierte sich die gewerblich-industrielle Nutzung des Gebiets. Pitkins ursprüngliches Ziel war, New Lots als eigenständige Stadt auf Augenhöhe mit New York zu positionieren. Aufgrund wirtschaftlicher Rückschläge, unter anderen durch die Wirtschaftskrise 1837, blieben diese Pläne jedoch unverwirklicht. Eine Folge der von Pitkin angestoßenen Erschließung des nordwestlichen Stadtteil-Areals war die, dass die alte Stadtbezeichnung „New Lots“ zunehmend durch den Namen „East New York“ ersetzt wurde.

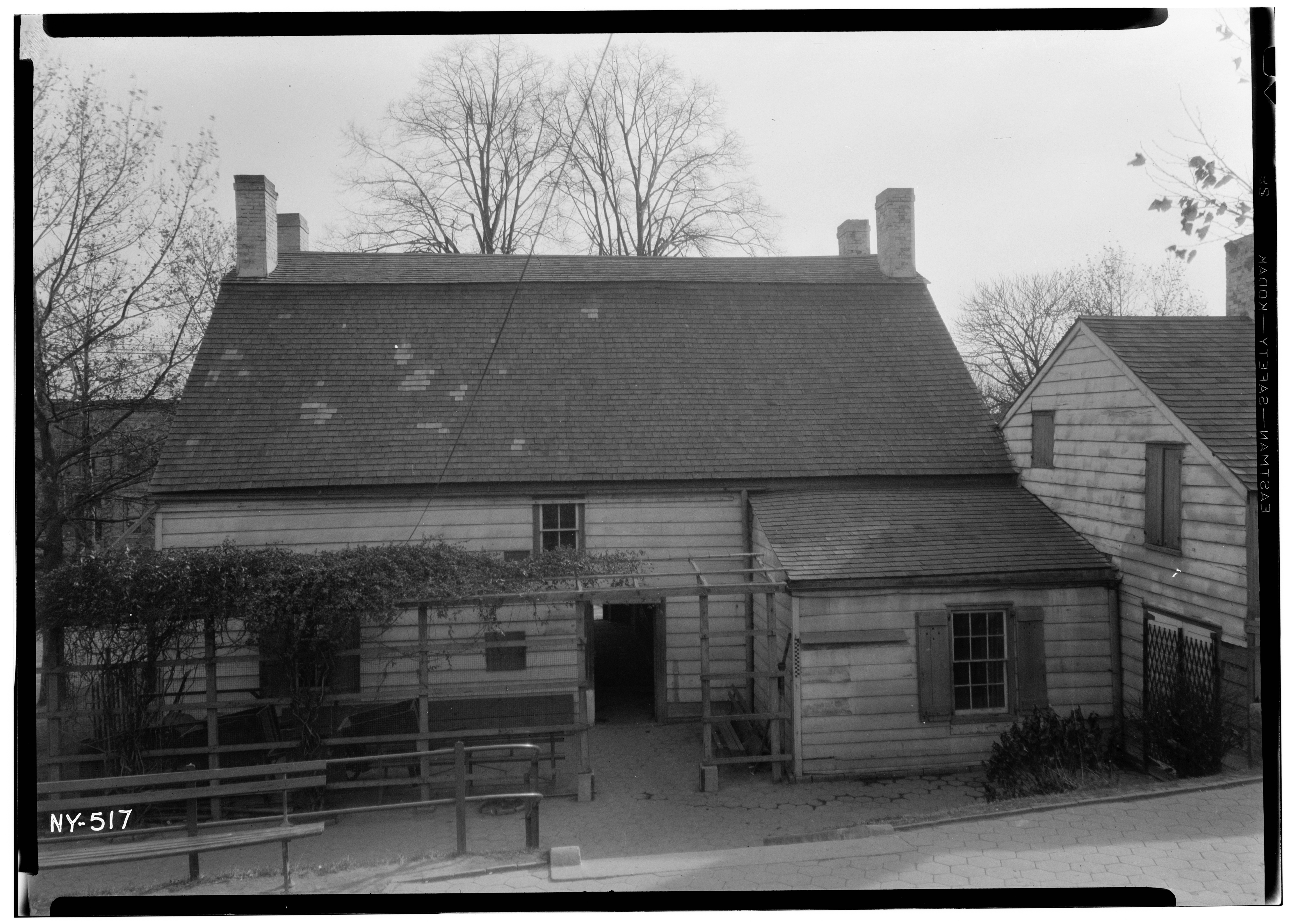
Haus nahe Highland Park (1936)

In den Folgejahrzehnten verdichtete sich die städtische Struktur. 1836 eröffnete die Brooklyn and Jamaica Railroad ihr Netz. Bald darauf wurde diese Anbindung in das Streckennetz der Long Island Rail Road (LIRR) integriert, die von Queens über Brooklyn führte und in East New York endete. Durch offizielle Abtretung der Stadt Flatbush wurde New Lots 1854 eine selbständige Einheit. 1865 wurde die Linie der LIRR verlängert durch einen Seitenstrang, welcher über den bisherigen Endpunkt Broadway Junction hinausführte. Die Gegend um Broadway Junction sowie der nördliche Teil von New Lot entwickelten sich in der Folge zu einer typischen Eisenbahnstadt. Ein früher Knotenpunkt war Bahnstation Howards House, die auch als Hotel und Bar genutzt wurde. Parallel zu dieser Entwicklung bildete sich in der zweiten Hälfte des 19. Jahrhunderts das Durchgangsstraßen-Raster aus, welches für die Gliederung des Bezirks bis heute bestimmend ist. Letzte Etappen der stadtentwicklerischen Verdichtung waren die Eingemeindung zu Brooklyn (1886) und der Zusammenschluss von Manhattan mit The Bronx, Queens, Richmond und Brooklyn zu New York City (1898).

### 1900 bis 1970

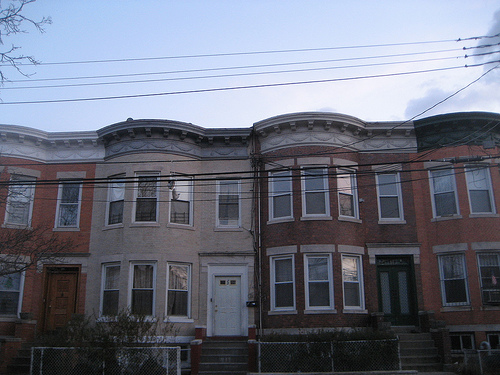
Reihenhaus-Bebauung im Stadtteil Cypress Hills

Um 1900 setzte ein genuiner Boom ein. Er basierte auf zwei Entwicklungen: a) der fortschreitenden Verkehrsanbindung durch das entstehende Subway-Netz sowie flankierenden Trolleybus-Linien, b) lokalen Migrationsbewegungen, vor allem aus der überfüllten Lower East Side sowie den westlichen Brooklyner Stadtteilen. Zu der alteingesessenen Bevölkerung, darunter viele deutschstämmige Kleinhandwerker, stießen Italiener, Polen, Russen und – seit 1906 – zunehmend auch Juden. In den 1930er-Jahren war der nördliche Teil des heutigen Bezirks geschlossen besiedelt. Bewohnt war der Stadtteil hauptsächlich von Italienern, Juden, Deutschen und Russen. Die Prägung durch die stark von den christlich-orthodoxen Bräuche der slawischen Bewohnerschaft war stark. Herkunftsorte der neuen Bewohner waren vorwiegend Brownsville, Bushwick sowie andere bereits überfüllte Stadtteile in Ost-Brooklyn.
Der nordwestliche Quadrant des Stadtteils war zur Mitte des 20. Jahrhunderts infrastrukturell am meisten erschlossen. Bis in die 1950er wurde mehr als die Hälfte des Gebiets industriell genutzt. Auch der kleingewerbliche Bereich hielt sich oberflächlich betrachtet weiter. Der Wohnungsbestand allerdings hatte sich in der Zwischenzeit deutlich verschlechtert. Eine Ursache waren lokale Abwanderungsbewegungen: Viele Altbewohner versuchten nach dem Zweiten Weltkrieg, ihren Lebensstandard zu verbessern und zogen um in Ein- oder Zweifamilienhäuser – zunächst östlich der Pennsylvania Avenue gelegene Viertel innerhalb des Stadtteils. In den 1960er-Jahren schließlich setzte eine massive Neuzusammensetzung der Bewohnerschaft ein. Folge war, dass die überwiegend weiße Mehrheit der Stadtteil-Bewohner binnen weniger Jahre durch zuziehende Afroamerikanern und Puerto-Ricaner ersetzt und anteilsmäßig in den Hintergrund gedrängt wurde. Die Veränderung vollzog sich dabei binnen weniger Jahre: Waren 1960 von den rund 100.000 Bewohnern des Kernstadtteils 85 % weißer Hautfarbe, waren 1966 80 % afroamerikanischer oder puerto-ricanischer Herkunft.
Der massenhafte Zuzug von Afroamerikanern sowie Puerto-Ricanern war konflikthaft und von teils gewaltsamen Auseinandersetzungen flankiert. Der afroamerikanische Anteil war im weiteren Sinn ein Endprodukt der afroamerikanischen Migration aus dem alten Süden in die Industriezentren des Nordens, im engeren Sinn ein Ergebnis lokaler Migrationsbewegungen aus benachbarten Quartieren. Die Immigration aus der protektoratähnlich verwalteten Karibik-Insel Puerto Rico wurde ausgelöst von einem immens niedrigen Lebensstandard sowie einer damit einhergehenden hohen Arbeitslosen-Rate (25 %). Die daraus resultierende Ghettobildung charakterisierte der Stadtplaner Walter Thabit in seinem 2003 erschienenen Buch How East New York Became A Ghetto als Paradefall für eine von Unwissenheit, Gleichgültigkeit und Profitgier flankierte Stadtplanung. Thabit zufolge habe sich die Ghettobildung in mehreren, kurz aufeinander folgenden Sprüngen vollzogen: zuerst und sehr rapide im nordwestlichen Quadranten, ein, zwei Jahre später dann in den zentralen Stadtteil-Quartieren östlich der Pennsylvania Avenue. Folge der eskalierenden, von Riots begleiteten Auseinandersetzung war, dass das italienische Viertel südlich der Livonia Avenue 1966 schlagartig aufgegeben und von afroamerikanischen und puerto-ricanischen Bewohnern übernommen wurde. Flankiert wurde die flächendeckende Verdrängung der alten Bewohnerschaft durch die Aktivitäten von rund 200 Immobilienfirmen. Laut Thabit wurden die anvisierten Immobilienaufkäufe unter anderem mittels koordinierter Redlining- und Blockbusting-Strategien umgesetzt. Der Begriff Redlining markiert dabei den bewussten Rückzug von Hypotheken-Kapital in einem als Sanierungsgebiet ausgewiesenen Terrain, Blockbusting hingegen Techniken, Altbewohner sowie Altbesitzer zum Wegzug beziehungsweise zum Verkauf ihrer Immobilie zu bewegen.

### 1970 bis heute

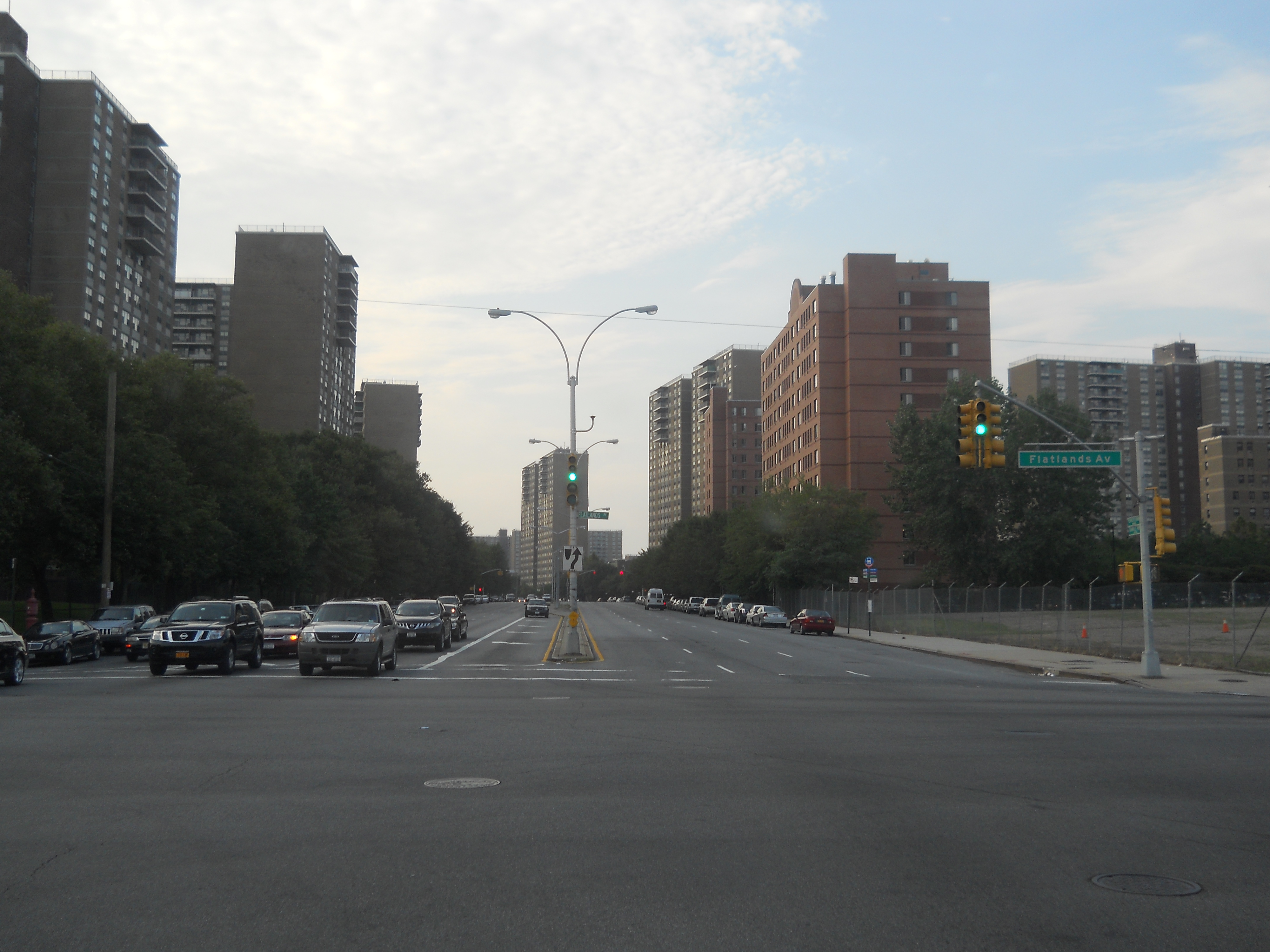
Starrett City

Eine Entwicklung, welche die Formen der zwischenzeitlich eingesetzten Ghettobildung zu vermeiden versuchte, erfolgte ab 1972 mit dem Bau der beiden Sozialwohnungs-Hochhauskomplexe in Starrett City südlich der Flatlands Avenue. Das von den Bauträgern anvisierte Konzept einer Mischbelegung führte allerdings dazu, dass nicht-weiße Wohnungsbewerber sich in der Folge benachteiligt sahen und wegen Diskriminierung gegen den Träger Klage erhoben. Die Auseinandersetzung endete mit einem Kompromiss, demzufolge die Starrett-City-Wohnungsgesellschaft weiterhin gemäß ihrer Mischanteils-Konzeption Wohnungen vergab, kompensationshaber allerdings mehr Wohnungen für Afroamerikaner und Puerto-Ricaner in anderen Wohnkomplexen ausschrieb. Verglichen mit den Zahlen für den gesamten Stadtteil (siehe Abschnitt „Demografie“) weist Starrett City einen weißen Bevölkerungsanteil von rund 40 Prozent auf (verglichen mit unter 10 % für ganz East New York).
In Problemlagen geriet auch der soziale Wohnungsbau unter unmittelbar städtischer Ägide. Ein Beispiel hierfür waren die Louis Heaton Pink Houses – einer 22 achtstöckige Gebäude umfassenden Sozialwohnungs-Siedlung im östlichen Teil des Bezirks. 1959 eingeweiht und getragen von der New York City Housing Authority (NYCHA), erstreckt sich der Pink-House-Komplex über vier Großblöcke, welche von Crescent Street, Linden Boulevard, Elderts Lane und Stanley Avenue umrissen werden. In den ersten Jahrzehnten nach Bau-Fertigstellung war die Siedlung eine verlässliche Option für Bedürftige und galt als ein zeitgemäßes Mittel zur Bekämpfung von Slums. In Schwierigkeiten geriet die Ansiedlung, als die Stadt New York City im Jahr 2000 eine Einstellung der Investitionen in die NYCHA beschloss und mehrere Milliarden US-Dollar von der Finanzierung abzog. Eine Folge davon war der fortschreitende Zerfall der baulichen Infrastrukturen sowie sprunghaft ansteigende Kriminalität. Für öffentliche Aufmerksamkeit sorgte 2014 schließlich die versehentliche Tötung des Pink-Houses-Bewohners Akai Gurley durch einen Beamten des NYPD. Der Fall – bei dem eine außer Betrieb befindliche Kellerbeleuchtung ein wesentliches Merkmal war – löste einerseits Kritik aus an rassistischen Praktiken der New Yorker Polizei. Darüber hinaus deckten Medienberichte auf, dass die Trägergesellschaft es versäumt hatte, mögliche Mittel des Bundesstaats New York zu akquirieren – ein Versäumnis, dessen finanzielle Höhe sich auf rund 700 Millionen US-Dollar belief.

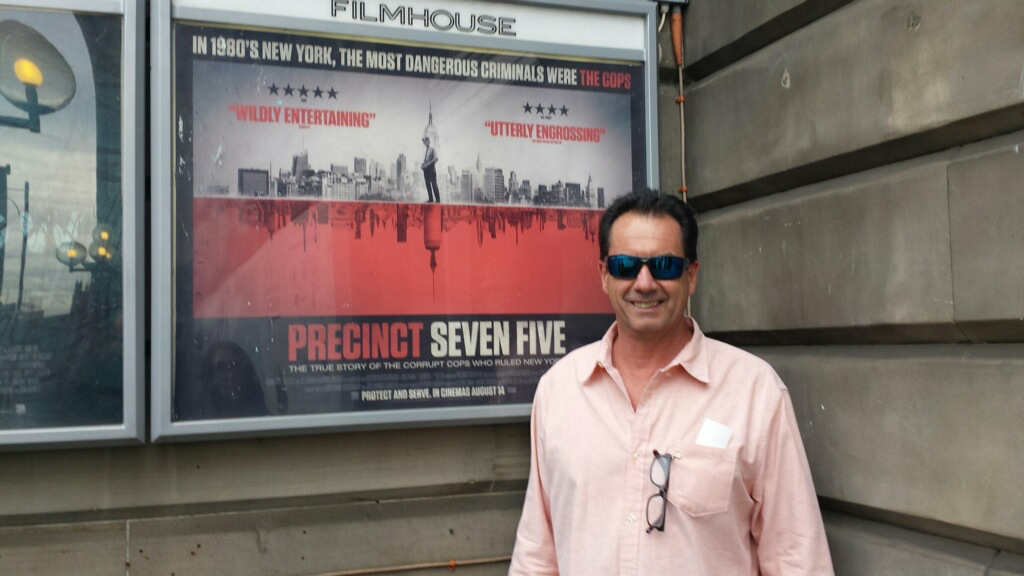
Michael Dowd bei der Premiere des Dokumentarfilms The Seven Five (2015)

Mit der Ghettoisierung des Stadtteils ging ein massiver Anstieg der Kriminalität einher. In den 1990er Jahren war East New York Schauplatz blutiger Bandenkriege; aufgrund der hohen Mordraten galt der Bezirk zeitweilig als Spitzenreiter innerhalb Brooklyns. In den 1990ern wurde das für East New York zuständige 75. Polizeirevier von einem großangelegten Fall in Sachen Polizeikriminalität in Mitleidenschaft gezogen. Michael Dowd, ein Beamter des Reviers, hatte zwischen 1986 und 1992 einen aus Polizeibeamten bestehenden Ring organisiert, welcher Schutz und Infos für Drogenhändler lieferte, Bargeldbeschlagnahmungen in die eigene Tasche abzweigte und sich im Kokain-Geschäft auf Long Island betätigte. Enttarnt wurde der Ring durch eine verdeckte Ermittlung des Sheriff-Departments von Suffolk County. Eine von Bürgermeister David Dinkins eingesetzte Untersuchungskommission sah Brutalität, Diebstahl, Missbrauch von Autorität sowie aktive Polizeikriminalität als gegeben. Darüber hinaus hätten Vorgesetzte zielstrebig entsprechende Hinweise ignoriert, um das Revier nicht in einem ungünstigen Licht erscheinen zu lassen. Dowd, der sein damaliges Selbstverständnis mit den Worten „Ich war Cop und Gangster gleichzeitig“ charakterisierte, wurde zu zwölf Jahren Haft verurteilt. 2015 wirkte er an dem Dokumentarfilm The Seven Five mit, welcher die damaligen Vorfälle thematisiert.
Seit den Hoch-Zeiten der Crack- und Heroin-Epidemie in den 1980ern und 1990ern sind die Zahlen zwar zurückgegangen. Gewalttätige Verbrechen sind in East New York allerdings nach wie vor weit verbreitet. Deutlich überdurchschnittlich ist auch die Anzahl der Bundesgerichts-Klagen, welche gegen Beamte des 75. Reviers angestrengt werden. Die Brooklyner Stadträtin Inez Barron kommentierte diesen Umstand 2016 mit der Bemerkung, dass es im 75. Revier nach wie vor Probleme gebe.
Die Situation des Stadtteils gestaltete sich Anfang der 2020er widersprüchlich. Einerseits heben eine Reihe Berichte hervor, dass East New York nach wie vor eine der unruhigeren, potenziell gefährlichen Gegenden innerhalb von Brooklyn sei. Das Magazin Forbes schrieb 2023 in einem Bericht über die Kriminalitätslage in NYC, dass das für East New York zuständige 75. Polizeirevier nach wie vor Rekordhalter sei bei der Bekämpfung innerstädtischer Kriminalität. Gefördert würde diese von dem Umstand, dass die Hälfte der Stadtteil-Einwohner an oder unterhalb der Armutsgrenze lebt. Ungünstig auf die Entwicklung ausgewirkt hätten sich vor allem die Faktoren mehr Corona-Tote, eine schlechtere medizinische Versorgung sowie eine höhere Arbeitslosenrate. Als Gegentrend vermerkten einige Reise-Hintergrundberichte Ansätze, welche auf eine beginnende Gentrifizierung hindeuten – etwa die Verwandlung von Baubrachen in Gemeinschaftsgärten, die Sanierung von Wohnhäusern sowie das Engagement unterschiedlicher bürgerschaftlicher Gruppen.

## Viertel und Neighborhoods

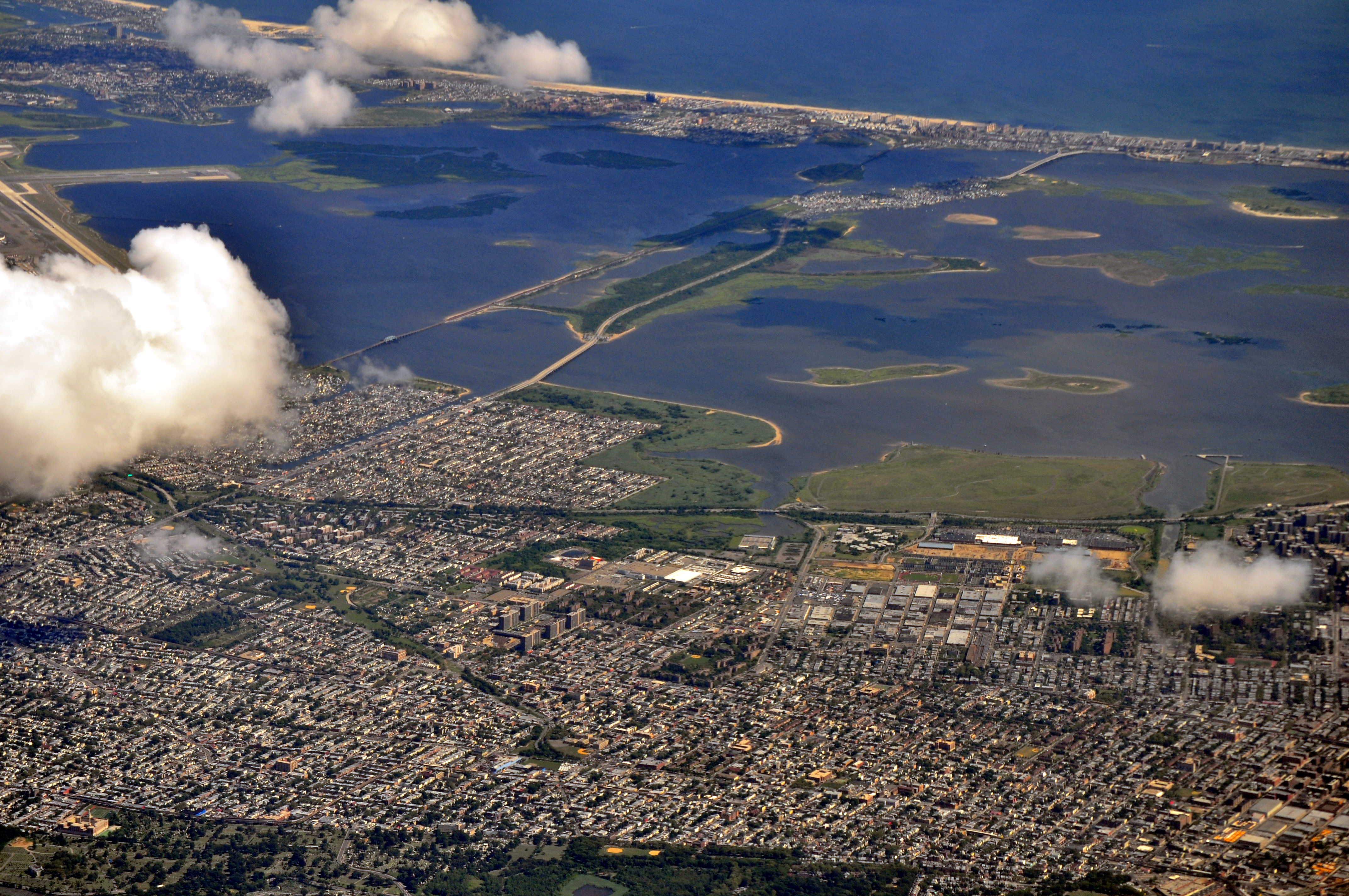
Jamaica Bay-Areal mit südlichem Ende von East New York

In der Regel umfasst die Ortsangabe East New York heute den Bereich des 5. Community Districts von Brooklyn. In diesem weiteren Sinn umfasst East New York den nördlichen Sub-Stadtteil Cypress Hills, dessen südöstlichen Ausläufer City Line sowie den im Süden gelegenen Doppelstadtteil Spring Creek / Starrett City. Der Rest des Gebiets firmiert unter der nicht näher ausgezeichneten Bezeichnung East New York. Eine Ausnahme bildet die Bezeichnung New Lots, welche in der Regel die zentralen, älteren oder auch weiter südlich gelegenen Quartiere der (verbliebenen) Einheit East New York kennzeichnet. Die Quartiere von Norden nach Süden:

### Cypress Hills
Cypress Hills wird begrenzt von der nördlichen Stadtteil-Grenze beziehungsweise der Jamaica Avenue südlich des Grün-Areals Highland Park und Cypress Hills Cemetery im Norden, der Atlantic Avenue im Süden, der Eldert Lane im Osten und dem Eastern Parkway sowie dem Bahnhof Broadway Junction im Westen. Ursprünglich gehörte das Viertel zum 37th District von New York City. Seine Ausdehnung beträgt 0,71 Quadratkilometer. Die Einwohnerschaft ist gemischt; es dominieren Hispanics, Einwanderer aus der Karibik (vorzugsweise Puerto-Ricaner), Kaukasier, Südasiaten und Afroamerikaner. Verkehrsader des Viertels ist die Atlantic Avenue, welche auch kommerziell den Mittelpunkt des Viertels bildet.

### City Line

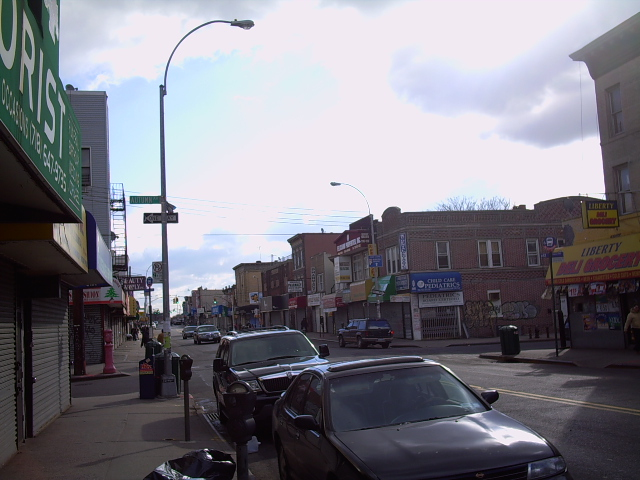
Liberty Avenue in City Line

City Line ist die südöstliche Verlängerung von Cypress Hills. Nördliche Grenze ist die Atlantic Avenue. Im Südwesten wird das Viertel vom Conduit Boulevard begrenzt. Östliche Grenzen zu Queens sind 75th Street, Drew Street und Eldert Lane. Der Name der Nachbarschaft erinnert an die ehemalige Grenzmarkierung zu Queens County – bevor Brooklyn sowie weite Teile des Countys 1898 Teil von New York City wurden. Ursprünglich stark geprägt von deutschen, irischen und italienischen Bewohnern, wird die Einwohnerschaft heute stark bestimmt von Zuwanderern aus der Dominikanischen Republik, Puerto Rico, Guyana sowie Afroamerikanern. Das Hauptgeschäftsviertel befindet sich an der Liberty Avenue, die das Viertel in West-Ost-Richtung durchschneidet.

### New Lots
Ursprünglich war New Lots die Bezeichnung der alten – östlich der Stadt Flatbush gelegenen – Ansiedlung auf diesem Gebiet (siehe Abschnitt „Geschichte“). Die heutige Bevölkerung ist weitgehend afroamerikanischer und hispanischer Herkunft. Verbindlich umrissen ist die Fläche von New Lots nicht. Einige offizielle Karten weisen als „New Lots“ den südlichen Streifen des Kernbereichs von East New York auf – reichend vom Linden Boulevard bis zur Flatlands Avenue. Andere Beschreibungen und Karten verorten New Lots eher im westlichen oder nordwestlichen Teil von East New York.

### The Hole
The Hole ist ein isolierter Abschnitt am östlichen Rand von East New York, der teilweise bis nach Queens hineinragt. Westliche Grenze des Abschnitts ist die Ruby Street, nördliche und südliche Grenze des spitz zulaufenden Dreiecks sind South Conduit Avenue und Linden Boulevard. Der östlichste Ausläufer von East New York umfasst lediglich ein paar Straßenzüge. Vom Zustand her ist er heruntergekommen und großteils von zwischenzeitlich aufgegebenen Einfamilienhäusern geprägt – wobei zwischen den Brachen oder auf den Straßen auch freilaufende Hühner anzutreffen sind. Die Bezeichnung „Loch“ trägt der niedrigen Lage dieses Ortsteils Rechnung (10 m unter dem Meeresspiegel). Bekannt geworden ist die abgelegene Ecke Brooklyns als lokaler Sitz der Federation of Black Cowboys.

### Spring Creek

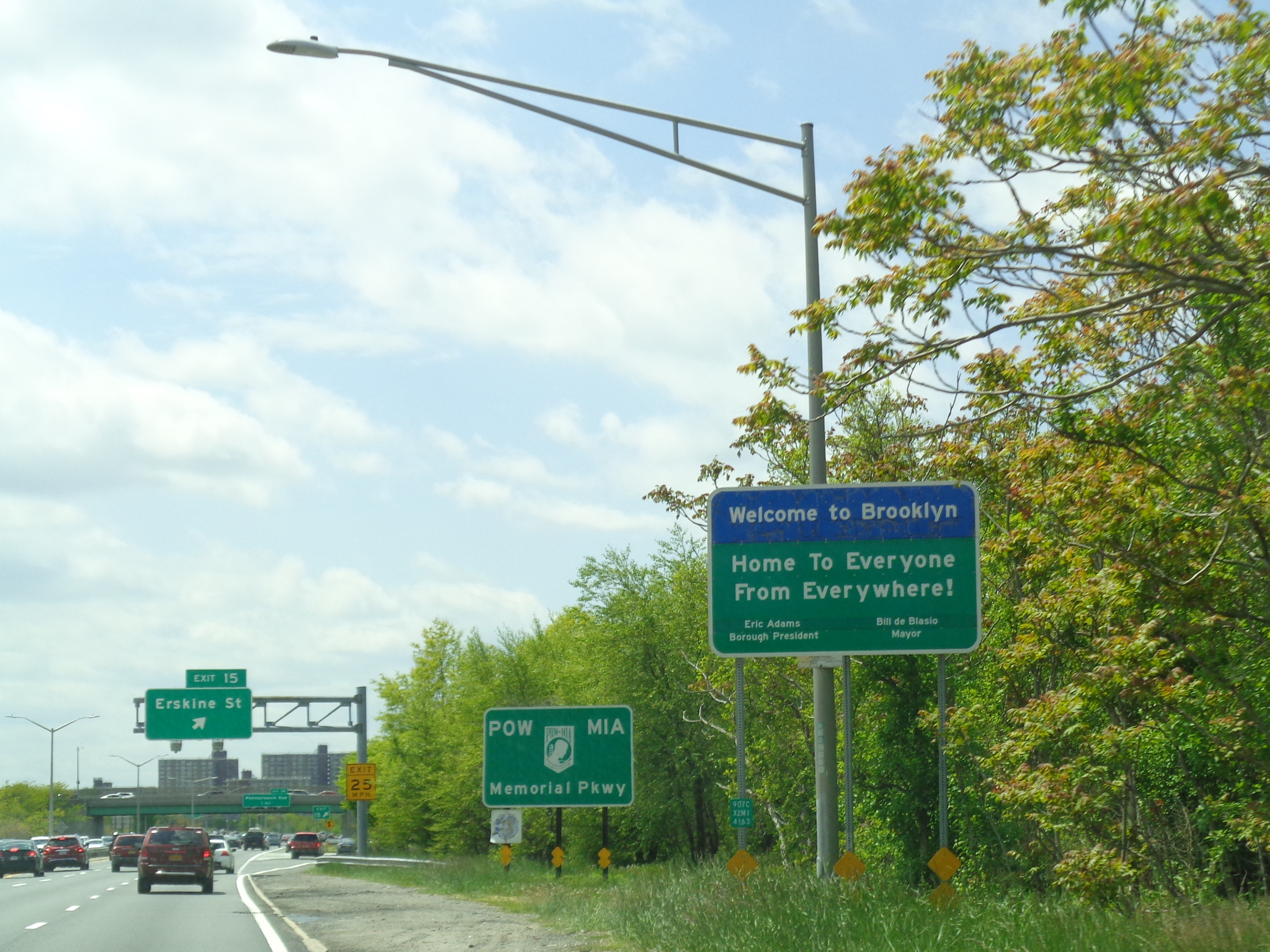
Belt Parkway, Ausfahrt Spring Creek

Der südöstliche Teil der ehemaligen Town of New Lots wird ebenfalls oft East New York zugerechnet. Begrenzungen sind die Flatlands Avenue (Norden), Betts Creek und Fountain Avenue (Osten), Gateway National Recreation Area (Süden) sowie Schenck Avenue und Hendrix Creek (Westen). Gelegentlich werden auch angrenzende Nachbarschaften nördlich der Flatlands Avenue bis hin zum Linden Boulevard mit zu diesem Viertel gezählt. Teil von Spring Creek ist der Appartement-Komplex von Starrett City. Der Mittelpunkt des östlichen, unmittelbar unter der Bezeichnung Spring Creek firmierenden Teils ist die Gateway Mall – ein riesiger Einkaufskomplex, der fast einen halben Quadratkilometer umfasst und von Büro-Nutzungsflächen sowie nutzungstechnisch nicht näher ausgewiesenen Arealen umfasst wird.

### Starrett City
Ein großer, subventionierter Appartement-Komplex. Begrenzt wird er von der Flatlands Avenue (Norden), der Hendrix Street (Osten), der Jamaica Bay (Süden) und dem Fresh Creek Basin (Westen). Die Anlage, firmierend auch unter dem Namen Spring Creek Towers, besteht aus 5.881 Wohneinheiten in 46 Gebäuden und gilt als das größte föderativ unterstützte Wohnprojekt in den Vereinigten Staaten. Zum Wohnkomplex gehören acht Parkhäuser, ein Gemeindezentrum sowie ein paar unbebaute Parzellen. Der eigentliche Wohnkomplex ist in acht Abschnitte unterteilt, denen jeweils ein Parkhaus sowie Erholungseinrichtungen und Sportplätze zugeordnet sind. Namensgeber für die acht Abschnitte waren Gemeinden im Bundesstaat New York: Ardsley, Bethel, Croton, Delmar, Elmira, Freeport, Geneva und Hornell. Jedes Gebäude hat zwischen 11 und 20 Etagen. Aufgrund seiner räumlich großzügig gestalteten Bauweise und seiner Struktur hebt sich Starrett City deutlich von anderen Brooklyner Neighborhoods ab. 4 % der Anteile an dem Komplex gehören Donald Trump. Trump, dessen Geschäftspartnerschaft zu den Begründern von Aufs und Abs geprägt war, generierte aus der Anlage zwischen Januar 2016 und 15. April 2017 einen Umsatz von 5 Millionen US-Dollar.

## Demografie
Gelegen an der Grenze zum Stadtbezirk Queens, ist East New York mit etwa 14,5 km² der flächenmäßig größte Stadtteil von Brooklyn. Laut US-Census von 2020 hat East New York inklusive der Viertel Cypress Hills, City Line, New Lots, North, Spring Creek und Starrett City insgesamt 200.147 Einwohner. Es bildet den Brooklyn Community District 5, hat die Postleitzahl 11224 und gehört zum 75. Bezirk des New Yorker Polizeidepartments. Kommunalpolitisch wird East New York vom 37. und 48. Bezirk des New York City Council (Stadtrat) vertreten.
Im Jahr 2020 hatte das United States Census Bureau die statistischen Zählbezirke (Areas und Tracts) neu konfiguriert. Somit sind die vor 2020 erzielten Daten meist nicht mehr mit den ab 2020 erhobenen Daten vergleichbar, des Weiteren sind die Zählbezirke meist nicht deckungsgleich mit den Stadtteilgrenzen.
Dem US Census von 2020 zufolge lebten in East New York inklusive aller Viertel entsprechend des Community Districts 5 insgesamt 200.147 Menschen. Die ethnische Zusammensetzung ist gemischt. Den Zensusangaben zufolge gliederte sich die Bewohnerschaft anteilig folgendermaßen auf: 6.331 (3,2 %) Weiße, 92.016 (46 %) Afroamerikaner, 73.642 (36,8 %) Hispanics und Latinos, 14.771 (7,4 %) Asiatischstämmige und 13.387 (6,7 %) anderer Ethnien. Die Verteilung variiert in den einzelnen Untergliederungen zum Teil beträchtlich. In Starrett City etwa liegt der Anteil der Bewohnerschaft mit der Zensus-Angabe „Weiß“ weit über dem Durchschnitt des gesamten Stadtteils (15,4 %). Im nördlich gelegenen Stadtteil Cypress Hills wiederum ist die Bevölkerungsgruppe mit hispanischen Wurzeln am stärksten vertreten (68 %). Einerseits setzt sich auch in East New York die für amerikanische Großstädte typische Segmentierung in Wohngegenden fort, die von einer ethnischen Gruppe dominiert werden. Andererseits ist diese Form Segmentierung in East New York weniger ausgeprägt als in den westlich angrenzenden Stadtteilen Brownsville und East Flatbush. Stadtteilübergreifend ist darüber hinaus auch die Konzentration hispanisch geprägter Viertel, die sich in West-Ost-Richtung quer durch die nördliche Hälfte Brooklyns zieht.
Mehr als die Hälfte der Bevölkerung lebt unterhalb der Armutsgrenze und erhält öffentliche Unterstützung. Der Bericht zur gesundheitlichen Situation aus dem Jahr 2015 konstatierte – verglichen jeweils mit den Gesamtwerten für Brooklyn und New York City: eine höhere Anzahl von Bewohnern, die von Armut betroffen sind (32 % gegenüber 24 % und 21 %), überdurchschnittliche Risikowerte für Herzerkrankungen, Diabetes und Fettleibigkeit sowie – trotz Rückgang der Epidemie – nach wie vor erhöhte Raten für HIV-Ansteckung sowie AIDS-verursachten Tod. Überdurchschnittlich im Bezirk sei die Anzahl der Drogentoten, unterdurchschnittlich hingegen das Level der erreichten Schul- und Universitätsabschlüsse. Deutlich höher als für Brooklyn und Gesamt-New York fielen auch die Werte für Frühgeburten, Schwangerschaften von Minderjährigen sowie Schulabwesenheit aus.
Die in den 1980ern und 1990ern noch sehr hohe Kriminalitätsrate ist zwischenzeitlich gesunken. Die Ursache dieser Veränderung ist umstritten. Während Befürworter der Zero-Tolerance-Strategie diesen Effekt auf das seit den 1990ern praktizierte harte Durchgreifen zurückführen, werfen Kritiker ihr vor, lediglich Symptome zu bekämpfen. Ebenso wie benachbarte Viertel gilt jedoch auch East New York nach wie vor als kritischer Bezirk und wird Berichten regelmäßig als solcher vermerkt. Der Crime Map der Stadt New York zufolge rangierte East New York 2017 im mittelintensiven Bereich. Als besonders problematische Bezirke weist die Karte das Hells Kitchen-Viertel westlich des Times Square sowie Teile von Harlem und der South Bronx aus. Über den Werten von East New York lagen darüber hinaus die benachbarten Stadtteile East Flatbush und Brownsville.

## Flächennutzung und Wirtschaft

### Wohnungen

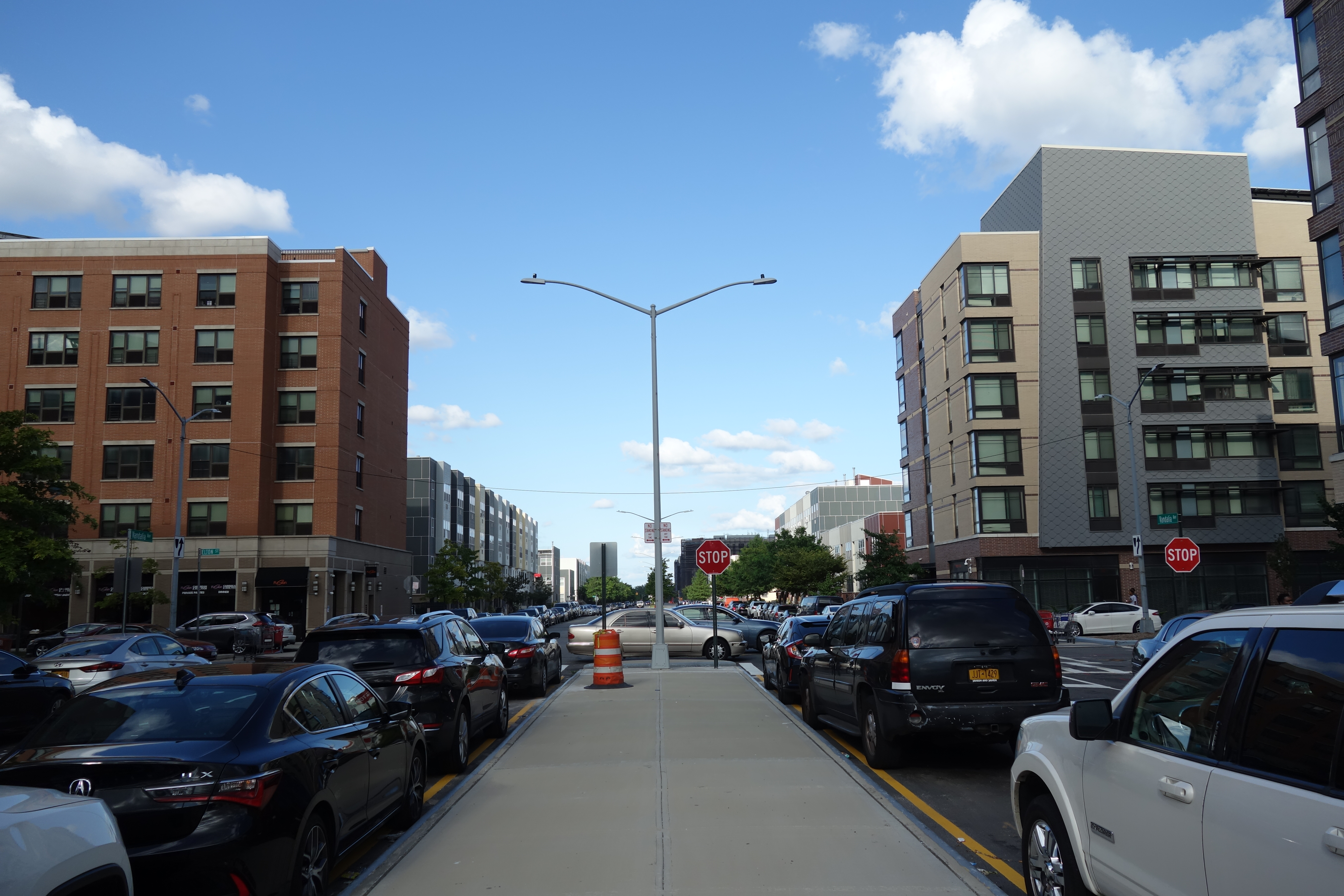
Elton Street in Spring Creek

Die Wohnlage in East New York wird von einer gemischten Bebauung bestimmt. In weiten Teilen bestimmt eine in die Fläche gehende, ein- bis zweistöckige Bebauung das Bild mit Mehrfamilienhäusern das Bild – darunter viele Eigentumswohnungen und Co-Ops. Stark präsent sind darüber hinaus sogenannte Public Housings – mehr- oder zum Teil vielstöckige Sozialwohnungs-Anlagen in kommunaler oder auch freier Trägerschaft. Der Landnutzungskarte zum Brooklyn Community District 5 zur Datenerhebung 2010 zufolge konzentriert sich die verdichtete Wohnbebauung vor allem im südlichen Teil des Bezirks. Das größte Objekt ist der Wohnkomplex Starrett City. Größere Public Housing-Anlagen finden sich darüber hinaus im Bereich zwischen Linden Boulevard und Flatlands Avenue, am östlichen Ende des Bezirks östlich der Fountain Avenue sowie – in eingesprengselter Form – im nordwestlichen Quadranten. 2016 wies der Entwicklungsplan der New York City Housing Authority (NYCHA) folgende Wohnanlagen als gefördert aus:
- Belmont-Sutter Area: drei 3-stöckige Gebäude
- Boulevard Houses: die erste von zwölf Anlagen, welche in dem Bereich gebaut wurden. Erbaut im Jahr 1950, umfasst die Anlage achtzehn Gebäude mit 6 bis 14 Stockwerken.
- Cypress Hills Houses: fünfzehn 7-stöckige Gebäude
- East New York City Line: dreiunddreißig 3-stöckige Gebäude
- Fiorentino Plaza: acht 4-stöckige Gebäude
- Linden Houses: neunzehn Gebäude, 8 und 14-stöckige Gebäude
- Long Island Baptist Houses: vier 6-stöckige rehabilitierte Mietshäuser
- Pennsylvania Avenue-Wortman Avenue: drei Gebäude, 8- und 16-stöckig hoch
- Louis Heaton Pink Houses: zweiundzwanzig 8-stöckige Gebäude
- Unity Plaza (Sites 4, 5A, 6, 7, 11, 12, 27): fünf 6-stöckige Gebäude
- Unity Plaza (Sites 17, 24, 25A): drei 6-stöckige Gebäude
- Vandalia Avenue: zwei 10-stöckige Gebäude.

### Industrie und Gewerbe

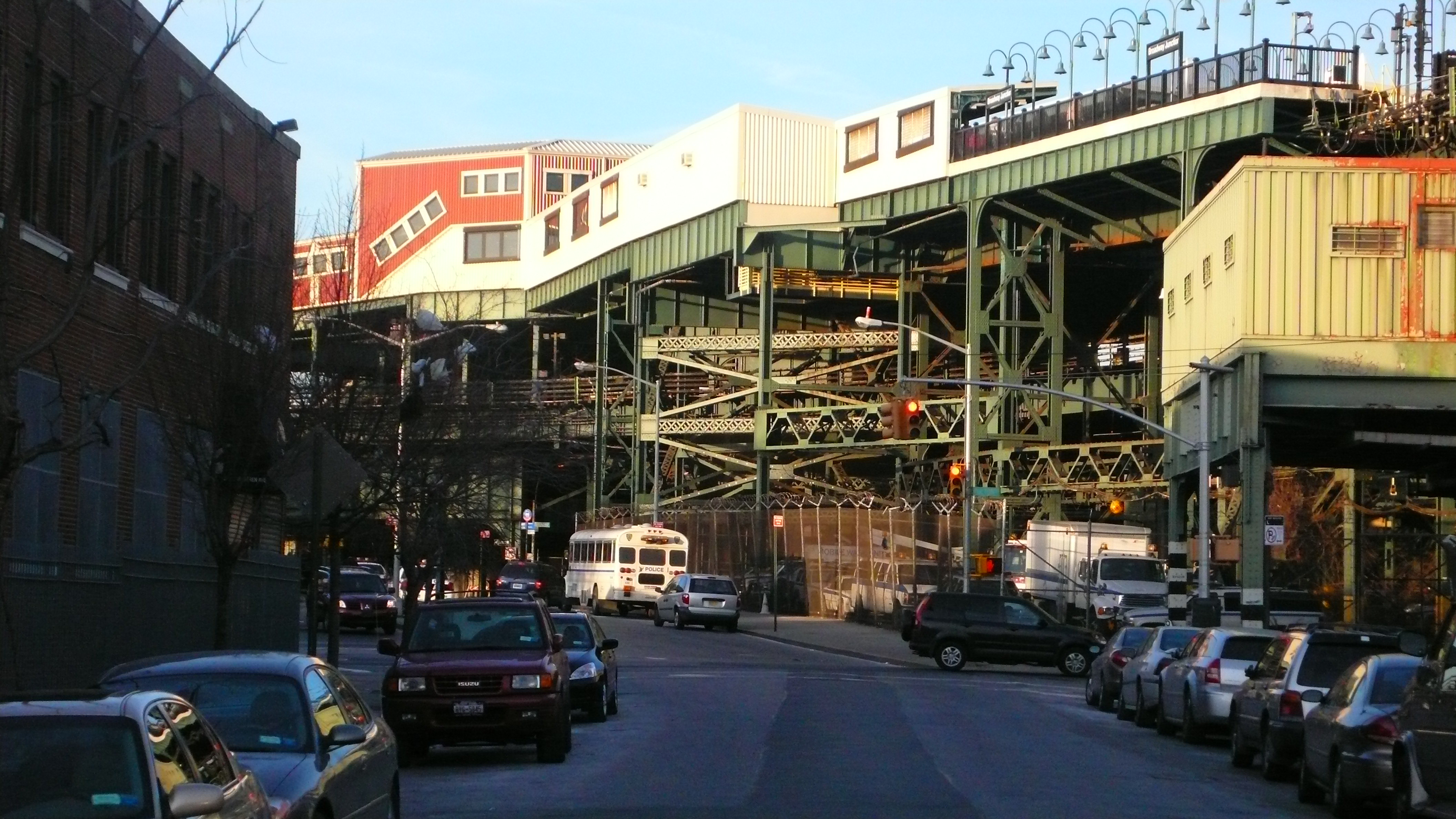
Mittelpunkt der industriellen Verdichtungszone im Nordwesten: der Bahnhof Broadway Junction

Die Zonen mit vorwiegender oder auch ausschließlicher gewerblicher Nutzung verdichten sich in drei Bereichen:
- im alten Nordwest-Quadranten zwischen Van Sinderen Avenue, Pennsylvania Avenue, Sutter Avenue und Atlantic Avenue. Kern der Anlage ist der 1980 gegründete und 44 Blocks umfassende East Brooklyn Industrial Park. Im weiteren Sinn umfasst die gewerbliche Verdichtungszone auch die westliche Ecke von Cypress Hills nördlich der Atlantic Avenue rund um den Multifunktionsbahnhof Broadway Junction. Darüber hinaus konzentrieren sich Gewerbeanlagen auf der gesamten Länge der Atlantic Avenue.
- im westlichen Teil des zwischen Linden Boulevard und Flatlands Avenue gelegenen Streifens
- im östlichen Teil dieses Streifens bis hin zur Fountain Avenue

Zusätzliche Areale für die Transport-Infrastruktur finden sich im östlichen Bezirksteil nördlich des Linden Boulevards sowie zwischen Starrett City und Spring Creek. Größtes Geschäfts- und Bürozentrum ist das Gateway Center von Spring Creek. Verdichtete Büro- und Geschäftszonen finden sich im südlichen Abschnitt der Pennsylvania Avenue, längs der Atlantic Avenue sowie längs der – das Viertel City Line zentral durchschneidenden – Liberty Avenue.

## Erholung und Kultur

### Erholungs- und Grünflächen

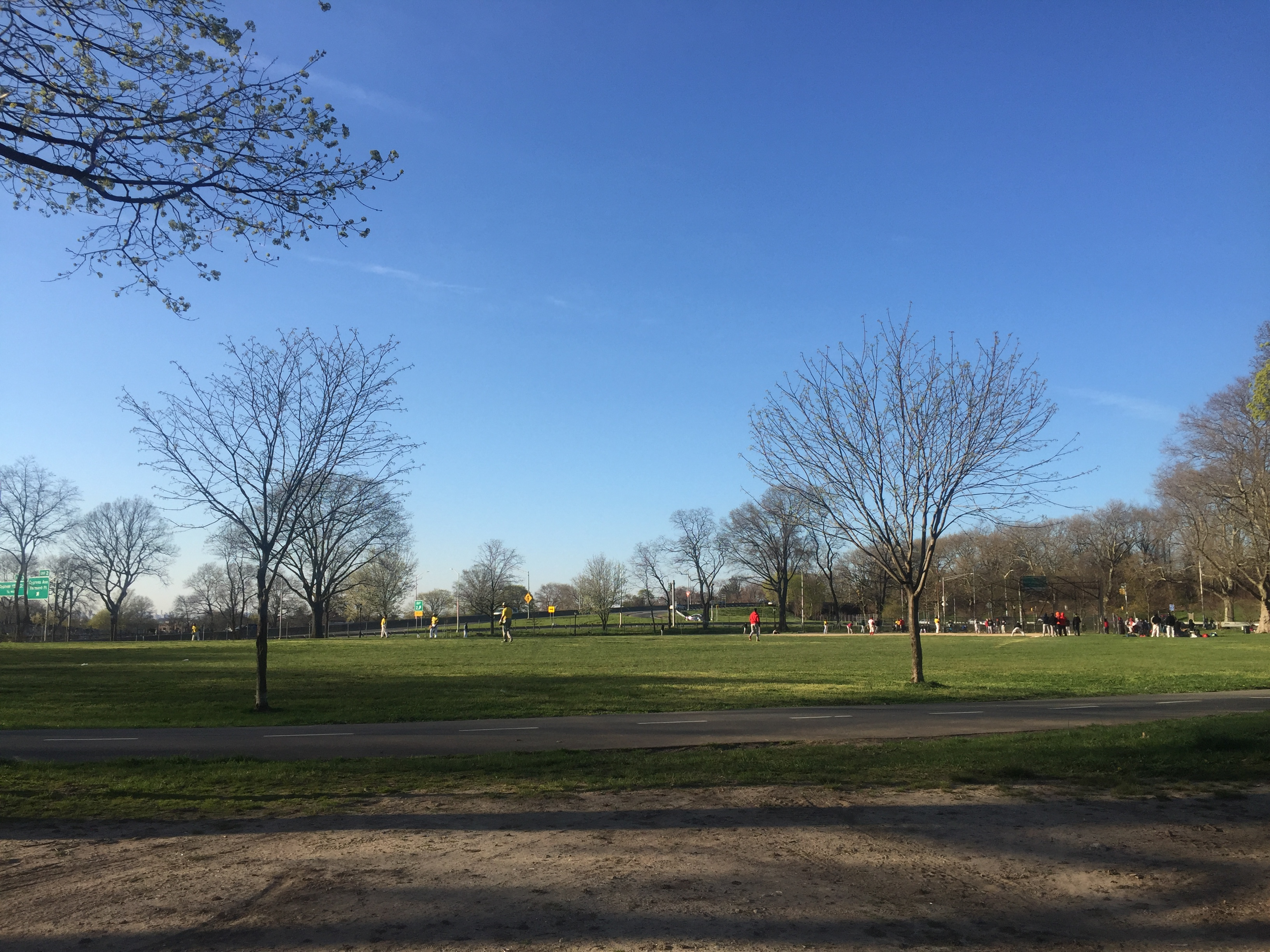
Highland Park

Die mit Abstand größte Grünfläche bildet das Areal an der nördlichen Grenze des Stadtteils mit dem Highland Park im Zentrum und mehreren Friedhöfen nordwestlich und östlich davon: dem Evergreens Cemetery, dem Carmel Cemetery und dem Cypress Hills Cemetery. Weitere als Parks sowie Recreation Areas ausgewiesene Gebiete sind die Gateway National Recreation Area südlich des Belt Parkway, der südlich von Starrett City gelegene Shirley Chisholm State Park sowie der ebenfalls an der Jamaica Bay gelegene Spring Creek Park im Stadtteil Queens. In der südlichen Hälfte von East New York befinden sich zwei weitere etwas größere Grün-Areale: der Linden Park (am Linden Boulevard) und die Breukelen Ballfields längs der Louisiana Avenue.

### Sehenswürdigkeiten
Als stadtbaulich-historisch bedeutsames Bauwerk gilt insbesondere die New Lots Avenue Station nahe der gleichnamigen Straße – ein Verkehrsknotenpunkt, dessen Entstehung auf das Jahr 1885 zurückreicht. Eine weitere Attraktion ist die Gateway Center Mall im Viertel Spring Creek – ein Einkaufszentrum mit über 60 Einzelhandelsgeschäften, Gastronomieeinrichtungen sowie einem Kino. Als architektonisch hervorstechendes Beispiel für sozialen Wohnungsbau in New York City empfehlen einige Reiseberichte die Besichtigung der Pink-Houses-Sozialsiedlung im Osten des Stadtteils. Vier Bauwerke in East New York sind im National Register of Historic Places („Nationales Verzeichnis historischer Orte“; NRHP) eingetragen (Stand 5. Februar 2024), die Andrews United Methodist Church, die Fiorentino Plaza, die Substation 401 und das 75th Police Precinct Station House.

### Prominente mit East-New-York-Bezug
Einer der berühmtesten East New Yorker ist der im Stadtteil aufgewachsene Rapper The Notorious B.I.G. Eine weitere prominente Person ist die Schauspielerin Rosie Perez, die unter anderem durch Filme wie Do the Right Thing, Weiße Jungs bringen’s nicht und Perdita Durango bekannt geworden ist. Der Repräsentantenhaus-Abgeordnete Ed Towns wurde zwar im Bundesstaat North Carolina geboren. Als Vizepräsident des New Yorker Verwaltungsbezirks Brooklyn setzte er sich jedoch für erschwinglichen Wohnraum sowie die Schaffung von Arbeitsplätzen in East New York ein.
Weitere Prominente mit heimatlichen Wurzeln im Stadtteil oder sonstigen Bezügen zu East New York sind unter anderen: der Rapper AZ, der Investmentbanker Lloyd Blankfein, der Schauspieler Steve Buscemi, die Komponistin und Filmproduzentin Sylvia Fine, die beiden Mafia-Angehörigen John Gotti und Henry Hill, der Comedian Danny Kaye, der Comic-Zeichner Joe Kubert, die Gewerkschaftsaktivistin Clara Lemlich, der israelische Politiker Yaakov Litzman, der Rapper Masta Killa, der Hedgefonds-Manager Nelson Peltz, Darren Robinson, Mitglied der Hip-Hop-Formation The Fat Boys, sowie der Comedian Jerry Stiller.

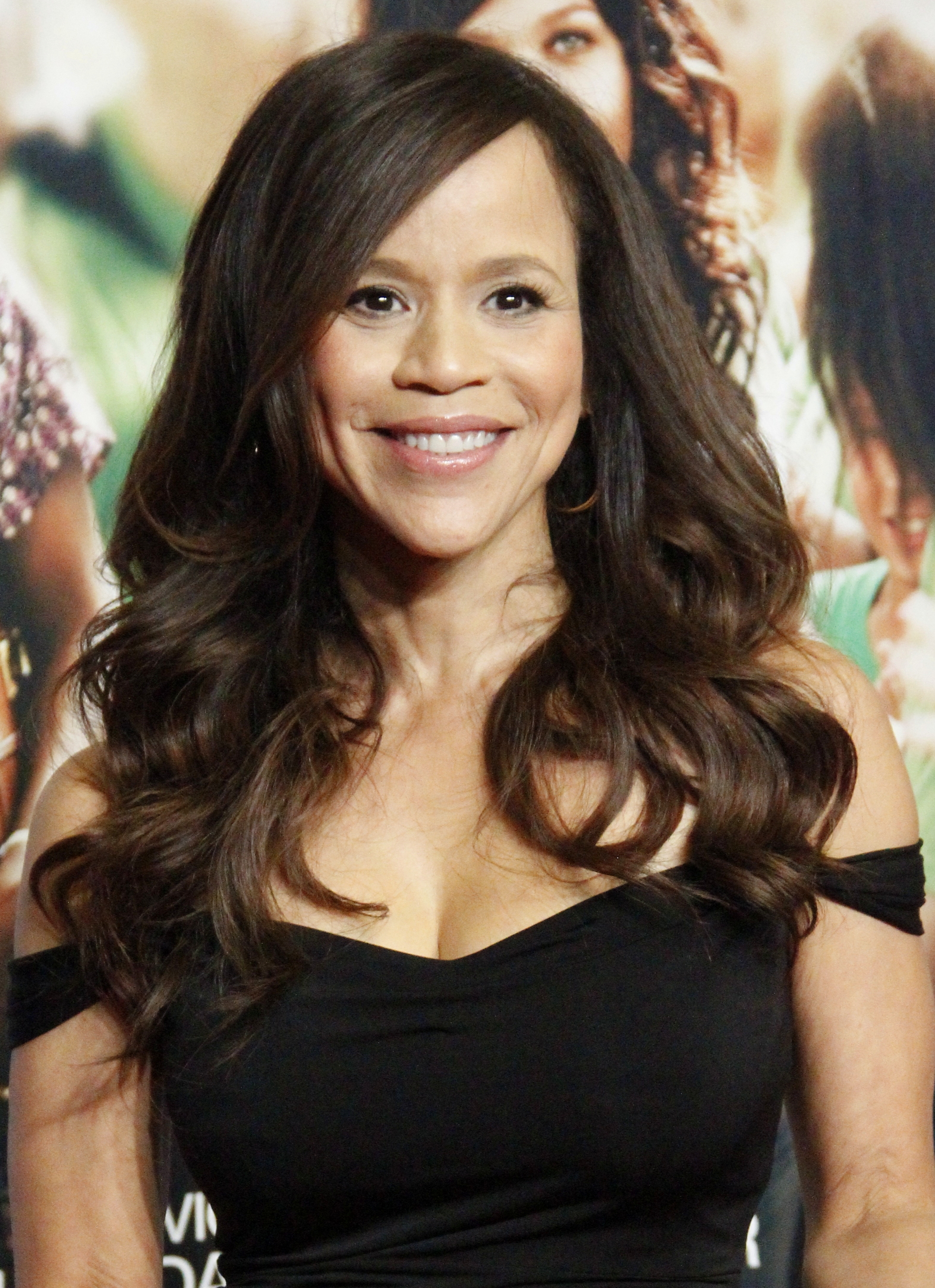
Rosie Perez
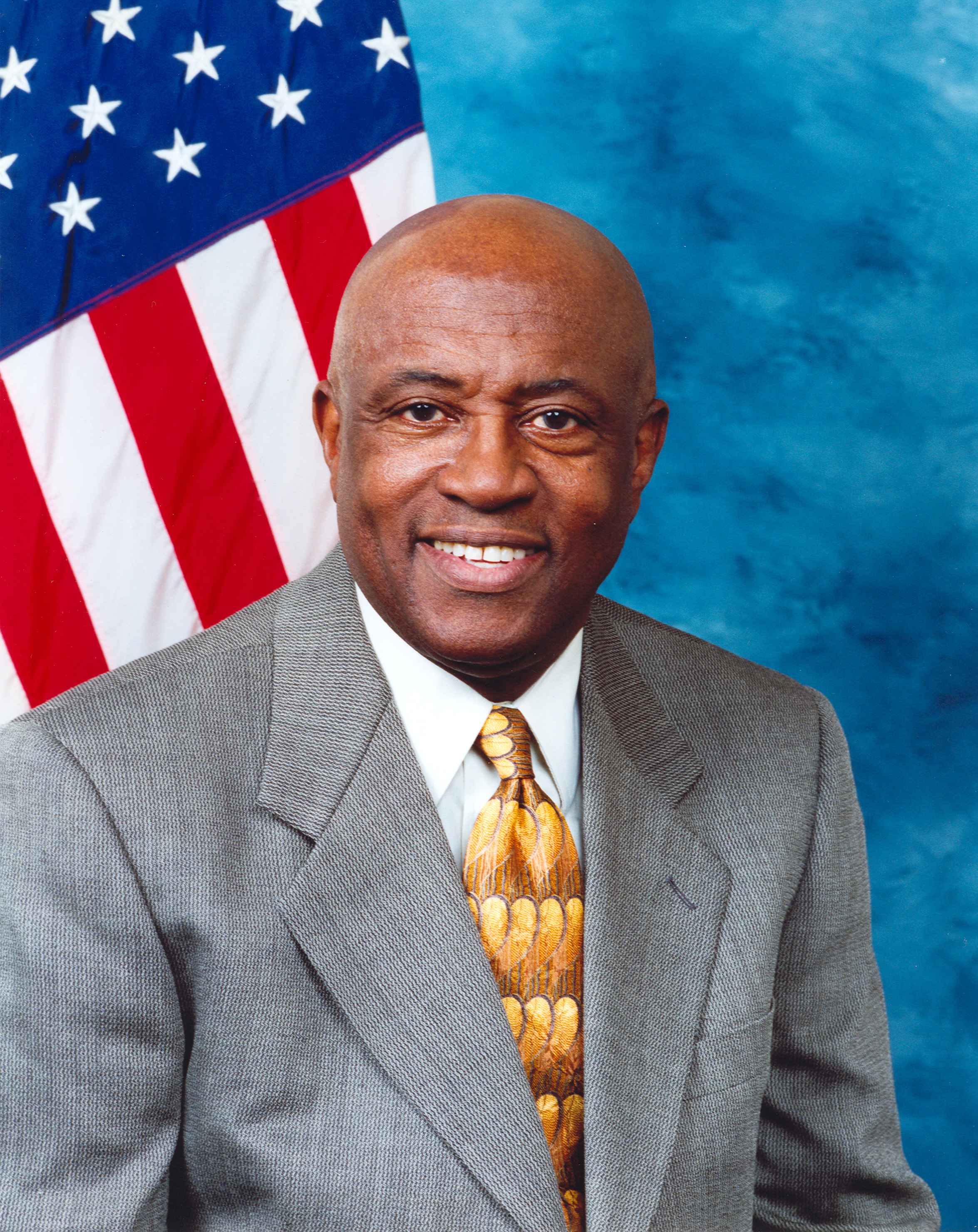
Ed Towns
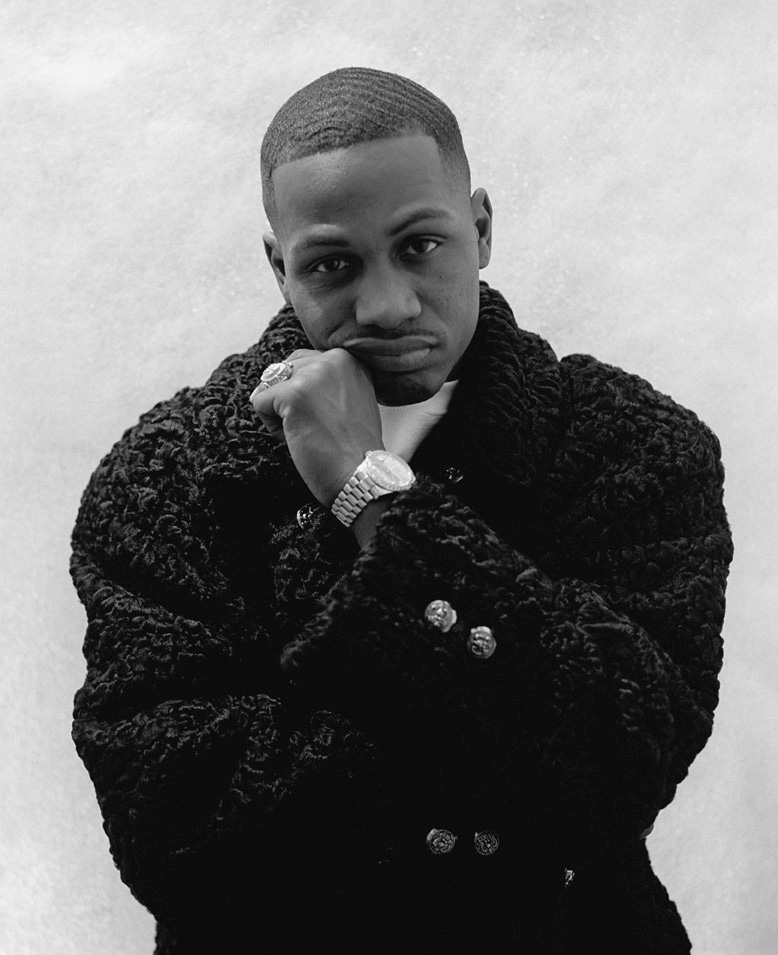
AZ
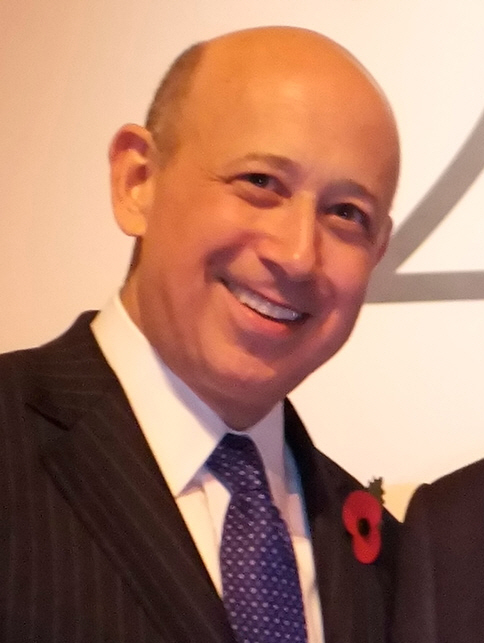
Lloyd Blankfein
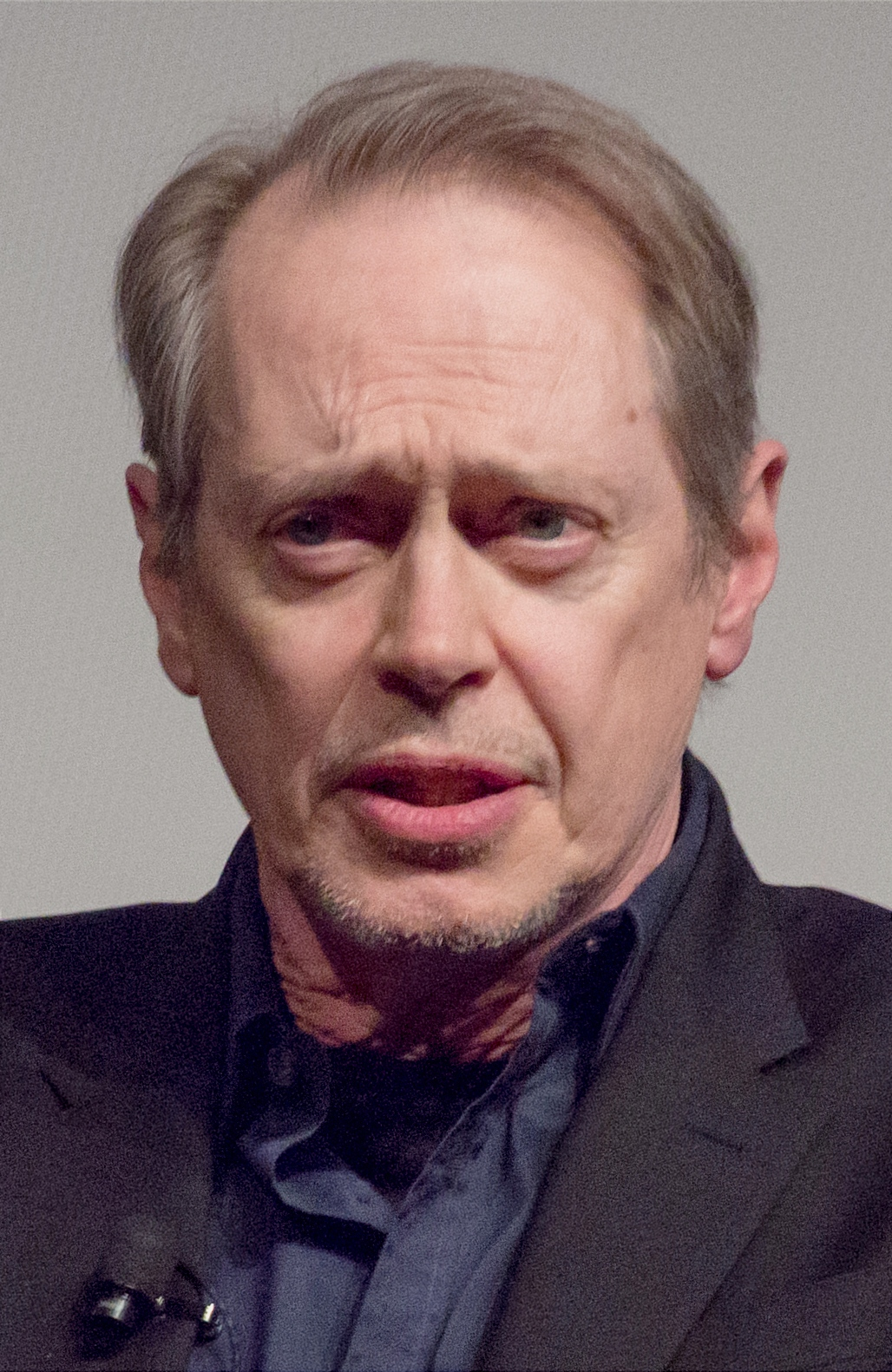
Steve Buscemi
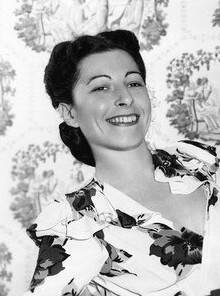
Sylvia Fine
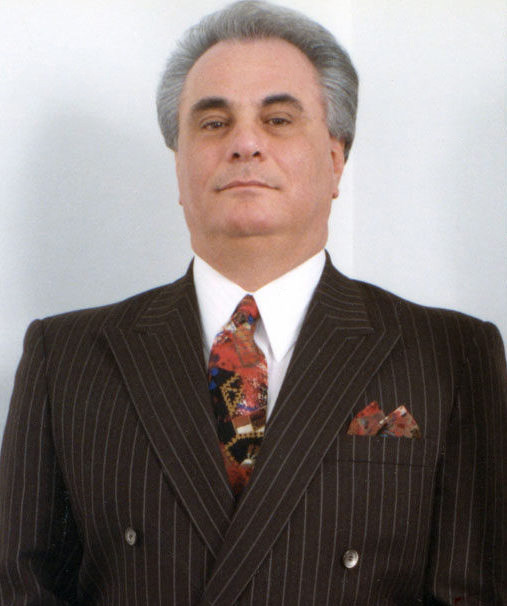
John Gotti
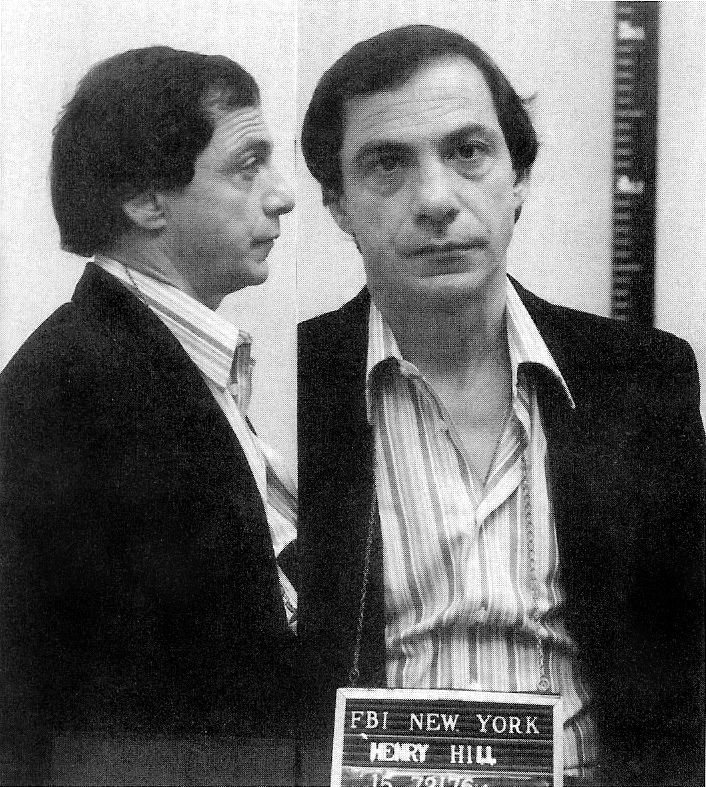
Henry Hill
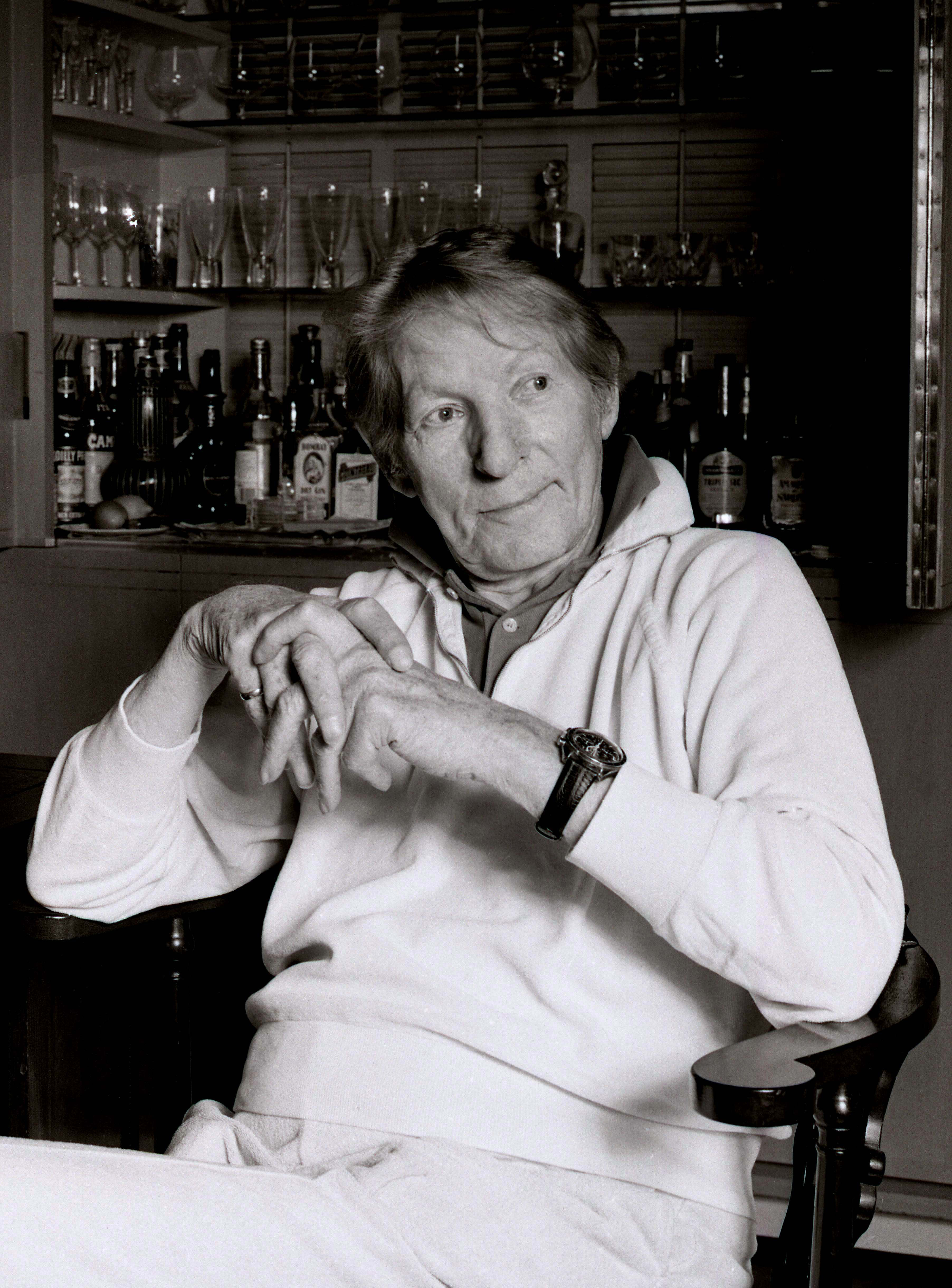
Danny Kaye
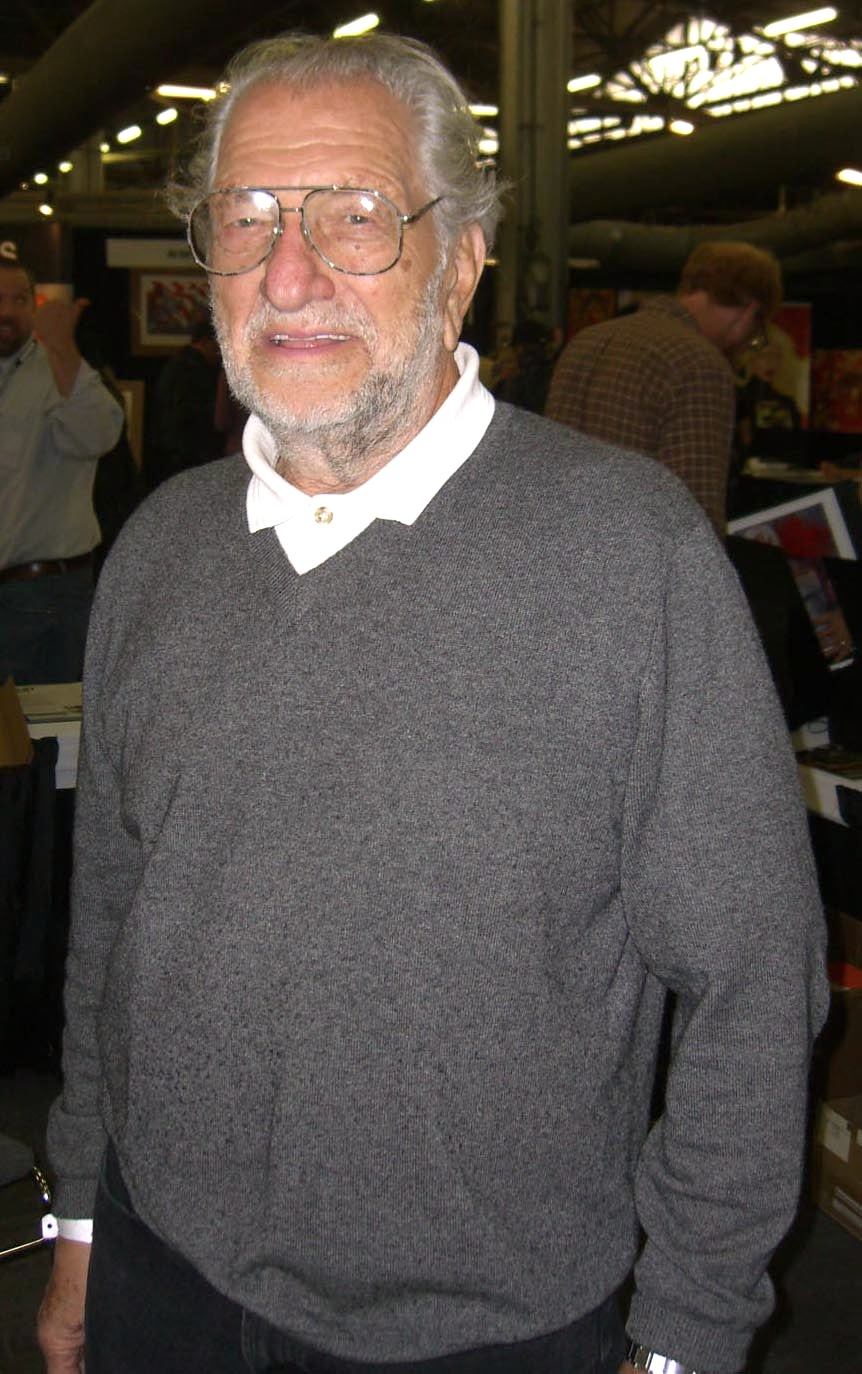
Joe Kubert
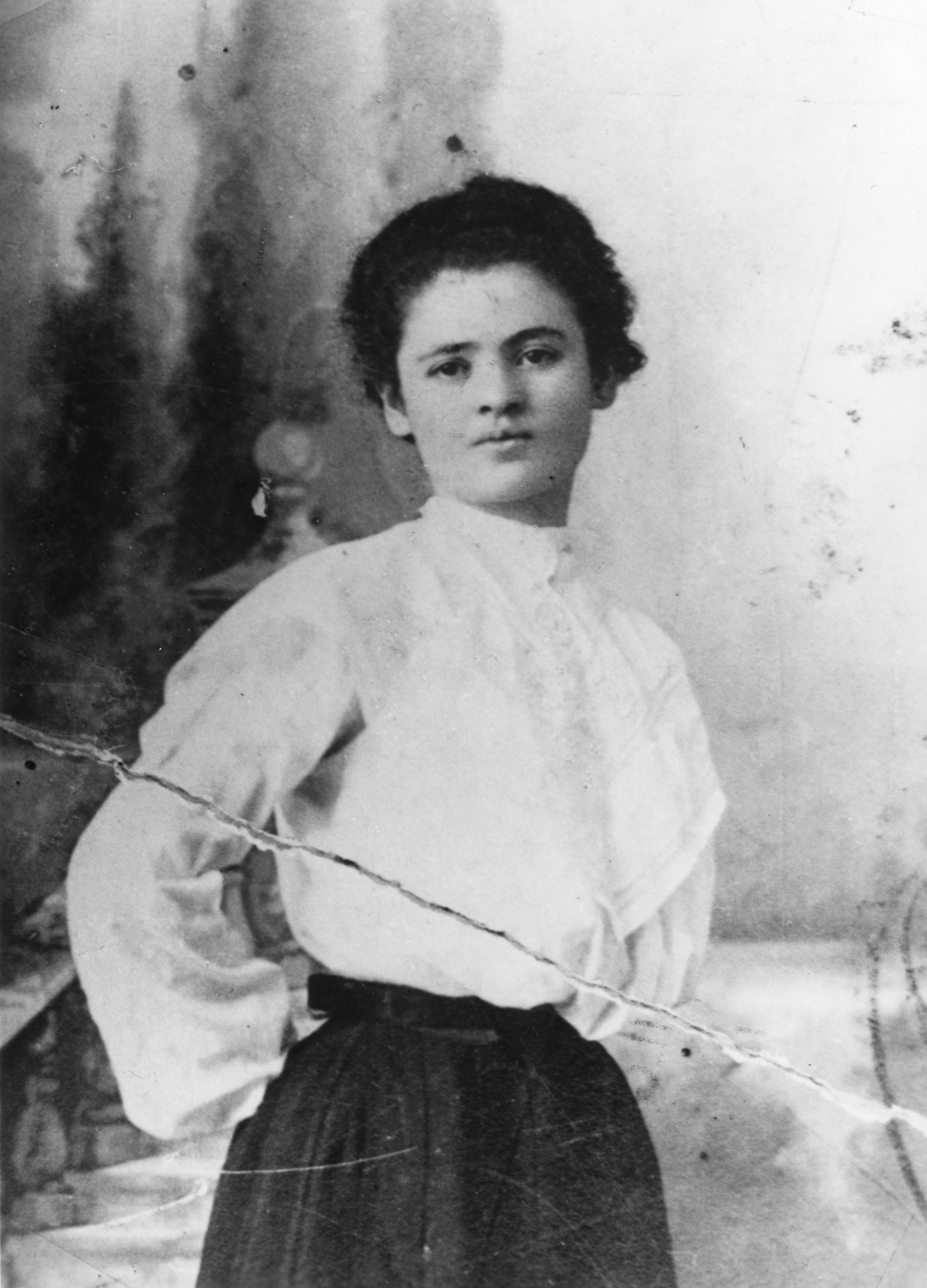
Clara Lemlich
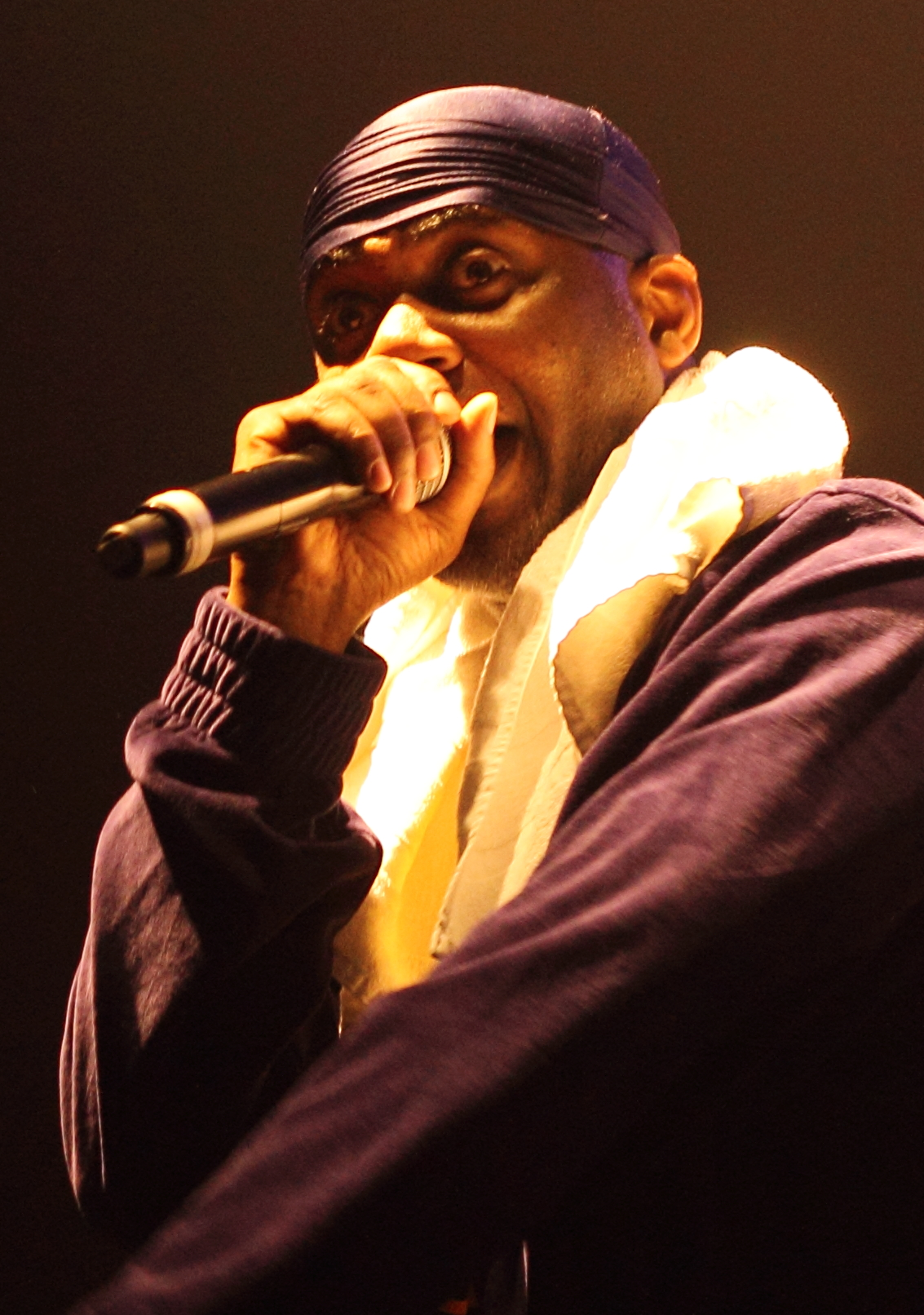
Masta Killa
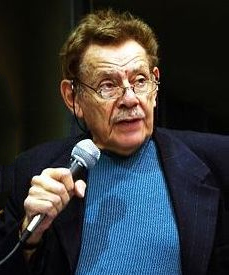
Jerry Stiller

### East New York als Serien-Schauplatz
2022 brachte CBS die Polizeiserie East New York heraus. In fiktiver Form thematisiert sie den Alltag einer Polizeieinheit auf den Straßen East New Yorks. Im Mittelpunkt der Serie stehen die Beamten und Detektive des (mit einer fiktiven, an den – realen – 75. Bezirk jedoch nah angelehnten Nummer versehenen) 74. Bezirks des NYPD im Osten von Brooklyn. An der Spitze des Reviers steht die stellvertretende, von der Schauspielerin Amanda Warren dargestellte Inspektorin Regina Haywood, die neu beförderte Kommandantin. Roter Faden der Serie ist Haywoods Vision, der dortigen Einwohnerschaft nicht nur zu dienen und sie zu schützen, sondern auch ein Teil von ihr zu werden.

## Verkehrsanbindung

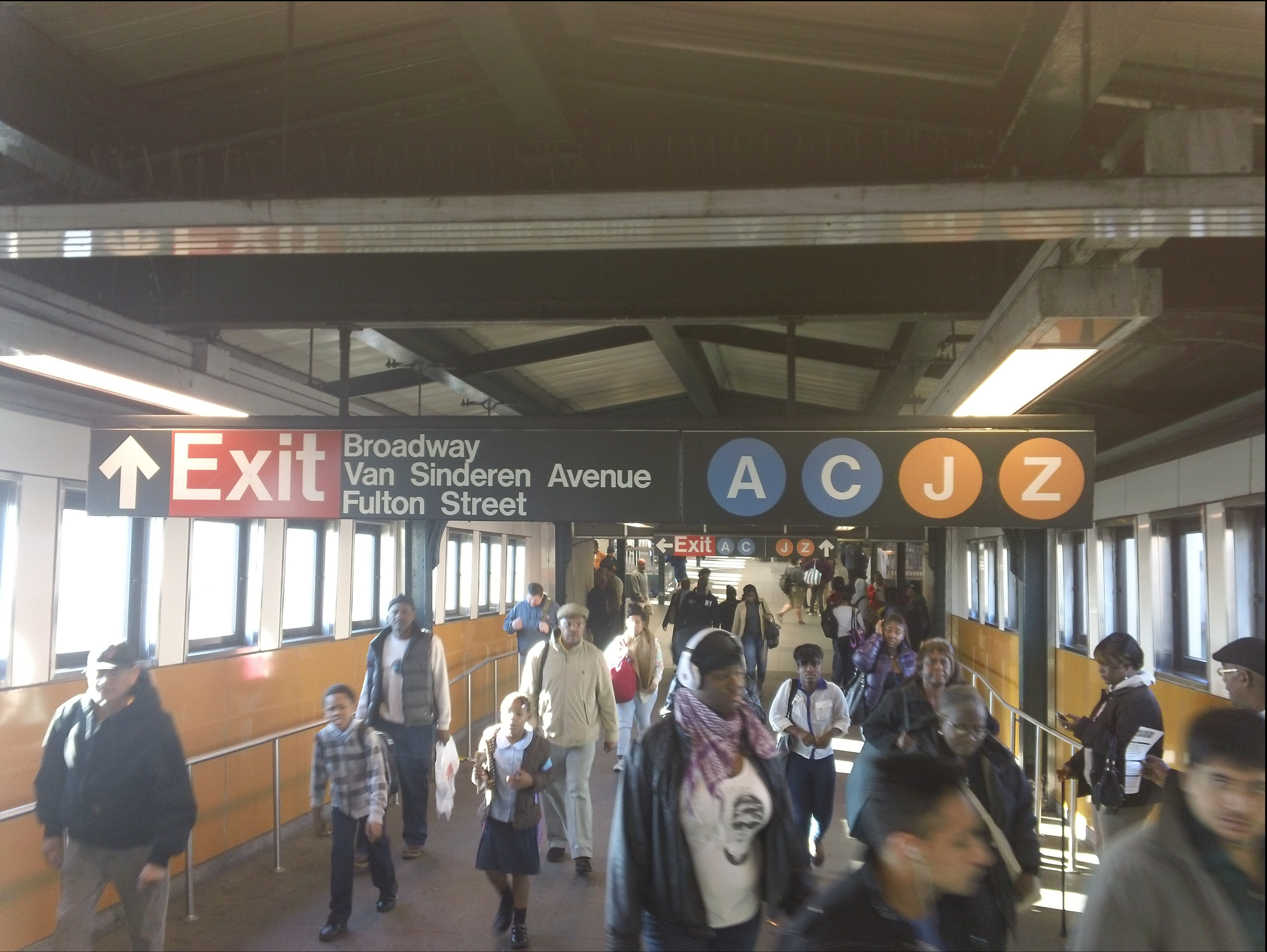
Nahverkehrs-Knotenpunkt: Subway-Station Broadway Junction

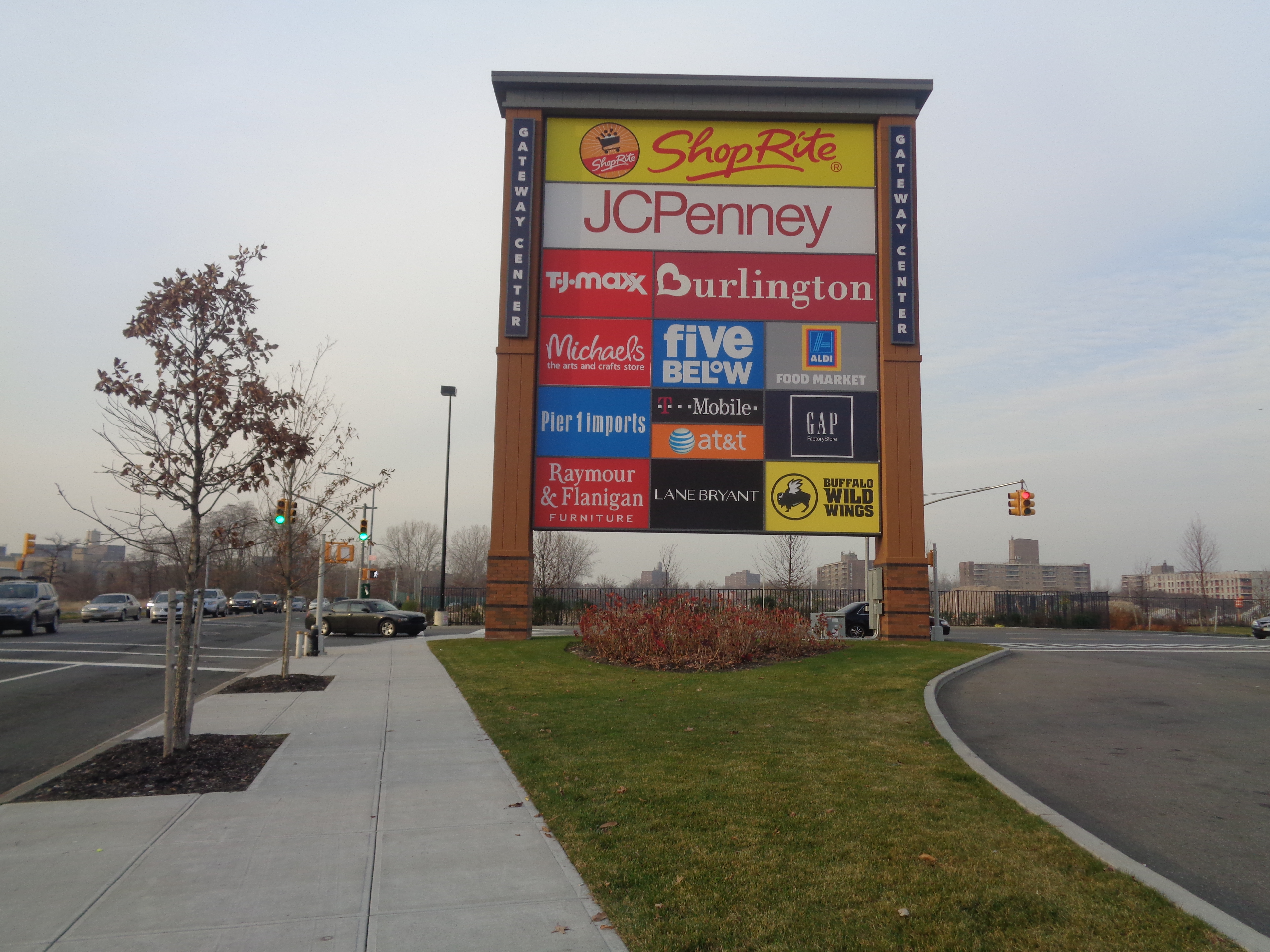
Bushaltestelle am Gateway Center, Spring Creek

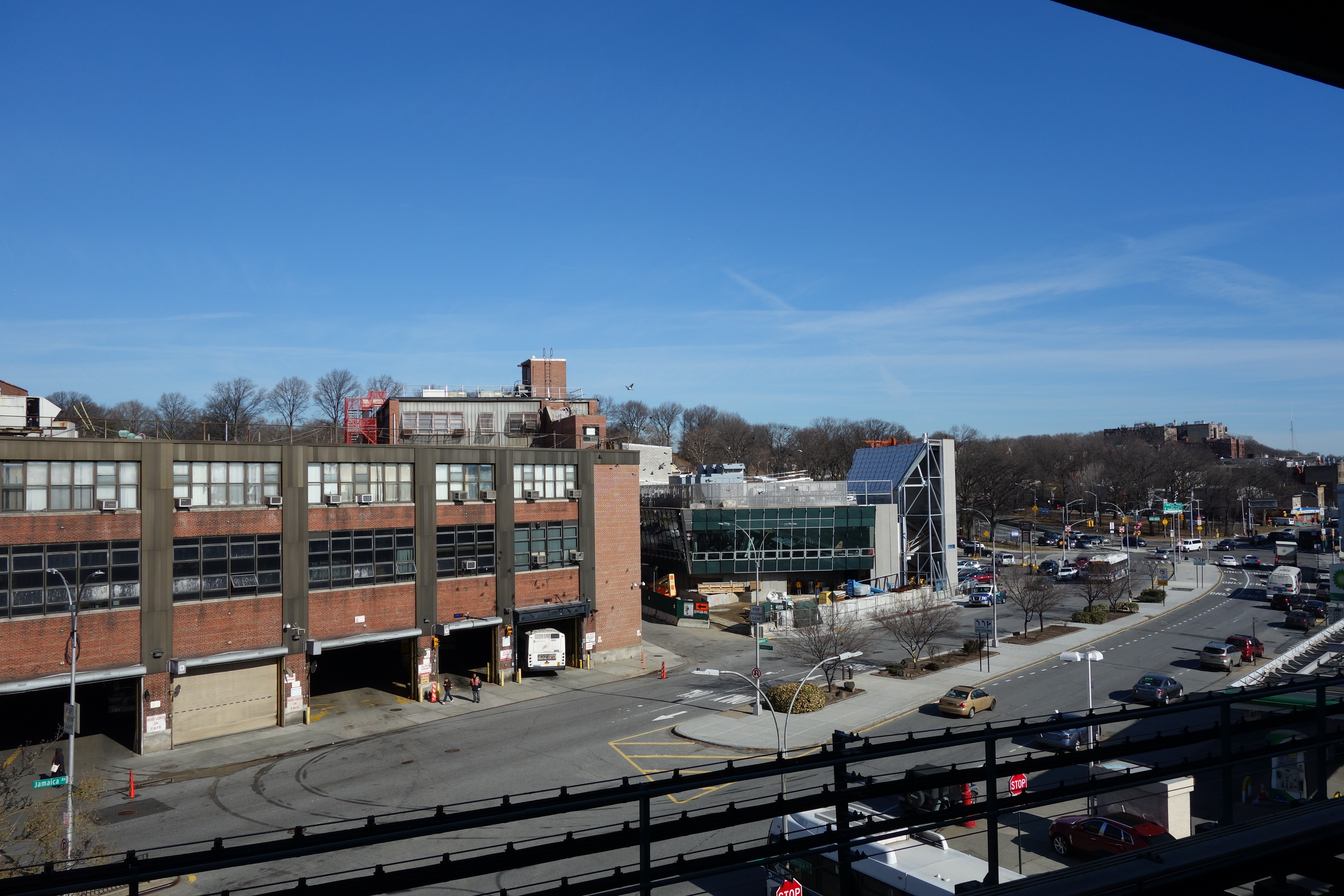
East New York Bus Depot an der Jamaica Avenue

Folgende öffentliche Verkehrsmittel binden den Stadtteil an Brooklyn sowie das Verkehrsnetz von New York City an:
- Bahnhof East New York der Long Island Rail Road (LIRR)
- U-Bahn-Linien der New York City Subway
  - Die Linie , zu bestimmten Zeiten auch die , auf der IRT New Lots Line an den Stationen Junius Street, Pennsylvania Avenue, Van Siclen Avenue und New Lots Avenue. Die Strecke bedient City Line und New Lots und ist am nächsten zu Spring Creek.
  - Linie  auf der BMT Canarsie Line mit den Stationen Broadway Junction, Atlantic Avenue, Sutter Avenue, Livonia Avenue und New Lots Avenue. Diese Strecke fungiert als New Yorker West-Ost-Anbindung, führt in südwestliche Richtung nach Brownsville und Canarsie und es ist die nächste Anbindung zu dem Stadtviertel Starrett City.
  - Linien  auf der IND Fulton Street Line. Die Strecke beginnt am Bahnhof Broadway Junction. Sie befährt unter anderem die Stationen Liberty Avenue, Van Siclen Avenue, Shepherd Avenue, Euclid Avenue und Grant Avenue. Die Linie dient der Verbindung zwischen der Stadt und New Lots.
  - Linien  auf der BMT Jamaica Line mit den Stationen Broadway Junction, Alabama Avenue, Van Siclen Avenue, Cleveland Street, Norwood Avenue, Crescent Street und Cypress Hills. Diese Strecke bedient Cypress Hills und den nördlichen Teil von East New York.
  - Die U-Bahn-Betriebshöfe East New York Yard, Livonia Yard und Pitkin Yard liegen in East New York
- Die Busse BM2, BM5, B6, B12, B13, B14, B15, B20, B25, B82, B83, B84, Q24 sowie Q56 dienen der Nachbarschaftsanbindung.
  - Zwei Busdepots, nicht für Publikumsverkehr vorgesehen, der MTA Regional Bus Operations liegen im Großquartier: East New York Depot ist an den U-Bahn-Betriebshof East New York angegliedert, Spring Creek Depot steht im Gewerbegebiet am Gateway Center.